# Sucre
Sucre (quechua: Chuqichaka; aimara: Sukri; guaraní: Sucre), oficialmente La Ilustre y Heroica Sucre o también La Ilustre y Heroica Ciudad de Sucre, es la capital oficial de Bolivia. Es además la sede del Poder Judicial del país e igualmente es capital del departamento de Chuquisaca. La ciudad ha sido designada Patrimonio de la Humanidad por la Unesco en 1991. Según datos del censo INE 2012, el municipio de Sucre cuenta con una población de 261 201 habitantes. Además de ser la segunda ciudad capital más alta del mundo después de Quito.
En Sucre estuvo la sede de la entidad judicial Real Audiencia de Charcas hasta la declaración de independencia de Bolivia en 1825, cuando se sustituyó por la Corte Superior de Chuquisaca. Sucre fue conocida como Chuquisaca desde la República, y ejerció como capital provisional hasta que el gobierno de Santa Cruz se llevó los poderes del Estado a la La Paz. Concluyendo este gobierno, inició el tercer gobierno de Velasco, en la cual Chuquisaca retomó su estatus y fue escogida como capital constitucional y se le ratificó el nombre de Sucre. Mantuvo las sedes de los tres poderes del Estado (ejecutivo, legislativo y judicial) hasta la llamada guerra federal, cuando un grupo de políticos liberales paceños, tras una guerra civil en 1899, llevaron de facto los Poderes Ejecutivo y Legislativo a La Paz, donde han quedado hasta la actualidad. Actualmente, Sucre es oficialmente la capital constitucional y sede del Poder Judicial de Bolivia, así como la capital del departamento de Chuquisaca.

## Elementos identitarios

### Toponimia

#### Chuquisaca
Chuquisaca nominación que tiene dos vertientes: La primera, que deriva de la antigua lengua de los yamparas el puquina, Chuquiochata significando chu = su, quio = hijo y chata = cerro, transliterándose como: "[su] hijo del cerro”, este denominativo hace referencia a los dos cerros que tiene en frente el Churuquella y el Sica-Sica; la segunda vertiente tiene origen en la denominación en aimara que hacían los Charcas, Chuki-Chaka, significando: chuki = oro y chaca = puente, entendiéndose como Puente Dorado o Puente del Oro. Los quechuas o incas cambiaron la pronunciación a “Choquechaca” o “Chokechaka”, finalmente los hispanos decidieron nombrarla Chuquisaca.
Los nombres de los cerros de la ciudad de Sucre, Sica Sica y Churuquella, también son derivados del idioma puquina, "sicsa" significa "saber", repetido dos veces “Sicsa-Sicsa” traducido como “gran saber”; "churu" significa "rayo" y, "quilla" significa "pensar", unidas ambas palabras “Churu-Quilla”, significaría “memoria del rayo”, porque el rayo representaba una gran deidad puquina.

#### Charcas
1. El conquistador Gonzalo Pizarro  entre 1536 y 1539, una vez terminadas las batallas en Cochabamba y pactando la paz con los Charcas, se adentró a los poblados y comarcas nativas sugeridas por el curaca yampara Kuysara o Kumsara, gran parte de las comarcas estaban en condominio con los yamparas, en especial el poblado o la zona de Chuquiochata o Chuki-Chaka, punto de encuentro de trueque o comercial entre los nativos yampara y charcas; se entabló contacto con el curaca charca Aymoro y de manera unificada se denominó a la comarca Charcas por Pizarro y su grupo, consolidándose así la toma de posesión de la mina Porco y estableciéndose en este valle la Sede de su conquista, para esto enarboló el Estandarte Real de Carlos V el 29 de septiembre de 1538 en la zona hoy denominada como Guaynapaccha; de esta manera se dio inicio a la consolidación de la Nueva Toledo con la nueva denominación de Gobernación de Charcas como provincia integrada de la Corona de Castilla y más adelante al Imperio Español[9]
2. La palabra charcas se refiere a una etnia aimara-puquina denominados como Charcas o Charka, conformado por los ayllus, tribus y señoríos de: Jalqas, Soras, Quillacas, Chuis, Chichas, Cintis, Laime, Kara-Kara, Jucumani, Qaqachaca y Aullagas; la nominación charca según algunos autores, significaría en aimara “terreno cercado de rocas” o, también podría ser un derivado del quechua, chakra que significa huerto o sembradío; de esta manera este pueblo ocupaba las partes altas y valles de los hoy departamentos de Potosí, Chuquisaca, Oruro y Cochabamba, tomando en cuenta que el territorio de los Charcas fue una federación aimara con muy buenas relaciones con otras poblaciones vernáculas de tierras más bajas que en alianza se protegían de los asaltos guaraníes provenientes del Chaco.

#### La Plata
En su fundación formal llevaría el nombre de La Plata por la cercanía a la minas del cerro Porco, siendo fundada oficialmente por Pedro de Anzúrez o Peranzúrez con el nombre de la Villa de La Plata de la Nueva Toledo, el 16 de abril de 1540; en 1552  al crearse el Obispado de La Plata de los Charcas (luego Arzobispado desde 1604), se la elevó al rango de ciudad debido primeramente por ser sede de la Provincia de Charcas otrora Gobernación de la Nueva Toledo y cabeza administrativa de las minas de Porco y Potosí como la cercanía con la Villa de esta última, además de ser vértice entre Lima con Asunción como el centro de las expediciones en busca del El Dorado.
Chuquisaca
En el Siglo XVIII, luego de implantadas las Reformas Borbónicas y erigirse la Intendencia de La Plata en enero de 1782, se resolvió renombrar a la ciudad por su nombre vernáculo y castellanizado, el que además siempre se utilizó de manera coloquial como muestra un grabado de Guamán Poma de Ayala, denominación que se utilizó formalmente hasta 1839.

#### Sucre
A partir del 12 de julio de 1839, mediante Ley de la República, se declara a la ciudad de Chuquisaca como capital definitiva de Bolivia, basándose en el Decreto del 11 de agosto de la Asamblea Deliberante, que estipulaba nominar como Sucre a la ciudad capital del Estado recién fundado y en agradecimiento al prócer y gran mariscal de Ayacucho Antonio José de Sucre; esta ley fue refrendada con otra sancionada el 18 de junio de 1843.
También tiene los sobrenombres coloquiales de  "Ciudad Blanca", "Ciudad de la eterna juventud", "La Culta Charcas" o "La Ciudad de los cuatro nombres", etc.

### Instituciones
Cuatro instituciones han caracterizado la ciudad:
1. La Iglesia Católica desde 1552 cuando fue elevada al rango de ciudad al nombrársele sede episcopal, en 1609 a sede arzobispal y hasta 1983 en sede cardenalicia, siendo su última cabeza el cardenal José Clemente Maurer (1900-1990), enterrado en la Catedral.
2. La Real Audiencia de Charcas, cuya administración política, judicial y normativa, establece su sede y capital el 18 de septiembre de 1559, con una extensa jurisdicción con costas en el Pacífico y el Atlántico. Cabe subrayar que la jurisdicción de la Audiencia de Charcas se transformará en la nueva República de Bolivia en 1825.
3. La Universidad Mayor, Real y Pontificia de San Francisco Xavier de Chuquisaca creada por la Compañía de Jesús en 1623 ―una de las primeras de América― célebre centro intelectual de difusión del neotomismo y las doctrinas jesuitas contra la tiranía, cuya importancia en América del Sur se hizo sentir de manera muy fuerte a finales del siglo XVIII, pues allí se formaron muchos de los futuros creadores de Estados (Argentina, Chile, Paraguay, Uruguay, etc.). En el ámbito educativo, también en Sucre se estableció la primera Escuela nacional de Maestros, fundada en 1909 por el pedagogo belga Georges Rouma, actualmente denominada Escuela Superior de Formación de Maestros Mariscal Sucre. También en Sucre se estableció posteriormente la Universidad Andina Simón Bolívar.
4. Actualmente el Poder Judicial, compuesto por la Corte Suprema de Justicia, el Tribunal Constitucional, el Consejo de la Judicatura y la Fiscalía General de la República.[14] Sucre es también sede del Tribunal Agrario Nacional. Por motivos históricos y simbólicos, es sede de las Asambleas Constituyentes de Bolivia.

## Historia

### Época precolonial
La zona de Sucre fue habitada por pueblos de lenguas hoy extintas en la zona (puquina, yampara, chui, aimara etc.) que fueron remplazadas por la lengua quechua, durante la ocupación de los incas. En el lugar de la actual ciudad de Sucre se encontraba el caserío Choke-chaca a los pies de los cerros Churuquella y Sica Sica, en las que los indígenas tenían sus adoratorios.

### Época virreinal
Entre 1536 y 1537, se dio el Sitio o el Gran Cerco del Cuzco, donde el masivo ejército incaico rodeó a un pequeño número de españoles y a los primeros indígenas aliados. Estos aguantaron el cerco por más de un año en la capital incaica; en el ínterin de este acontecimiento la mayor parte del ejército incaico empezó a desaparecer, debido a la desmoralización por no haber podido vencer a tan pocos hombres, muchos volvieron a sus casas dejando a pocas fuerzas al rey Manco Inca, las fuerzas se repliegan en Vilcabamba (selva peruana). Finalmente los españoles e indígenas sobrevivieron y lograron romper el sitiaje, dando la batalla decisiva por parte de los españoles y sus aliados indígenas que fueron aumentando en número.
En el Collasuyo, Tisoc Yupanqui continuó su resistencia con los pueblos aimaras, en este acontecimiento los aimaras del norte (pacajes y lupacas) se separaron de la autoridad de Tisoc Yupanqui, formando así su propia nación y, decidieron atacar a los collas o puquinas (al norte del Lago Titicaca). Cuando los collas fueron atacados decidieron llamar en auxilio a los españoles, estos vencieron con ayuda de los indígenas de Paullu Inca a los aimaras (en el norte del Desaguadero). Los incas y los aimaras —del sur— fieles a Yupanqui, decidieron resguardarse y fortificarse en las tierras de la actual Cochabamba.
Los españoles y sus aliados indígenas liderados por Gonzalo Pizarro Alonso, se dirigen a la región de la actual Cochabamba y se enfrentan en diversas batallas contras los incas y aimaras de Yupanqui, siendo la decisiva en Pocona, para entonces los incas contaban con más de diez mil guerreros del pueblo yampara (pueblo guerrero de arco y flecha que también prestaban obediencia a los incas, pero estos habían logrado mantener su lengua originaria, que era el puquina), una vez que los españoles y sus indígenas ganan a los fieles de Yupanqui, el curaca de los yamparas, Kuysara, ofrece una alianza entre los yamparas, “charcas” y españoles, también ofrece que se adentren y se asienten en sus territorios para que les colaboren enfrentando juntos contra los ava o chiriguanaes, esto debido a las amenazas de los chiriguanaes quienes se estaban expandiendo por los valles altos o norteños (Tomina y sur de Cochabamba), estas amenazas se dieron desde los tiempo del inca.

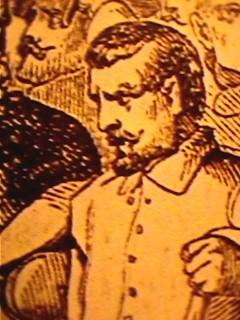
Gonzalo Pizarro Alonso

En 1537 la expedición española de 80 hombres, dirigida por Gonzalo Pizarro, ingresó en el territorio de los yamparas, Pizarro llega al poblado de Guayapaccha —actual zona del Palacete del Guereo—, cerca del poblado o comarca de “Chuquiochata”, y establece un campamento para su rumbo a la frontera con los chiriguanaes, aunque dicho campamento se mantendría de forma definitiva al punto de edificar la primera Capilla de San Lázaro el 17 de diciembre del año correspondiente, se determinó que las comarcas de dicho territorio se denominarían como “Gobernación de Charcas” a nombre de la Corona de Castilla.
Gonzalo Pizarro después de erigir la capilla y de que los yamparas les mostraran las minas de plata de Porco, vuelve al Perú, con la sabiduría de que el lugar era adecuado para una fundación y de ese modo pedir permiso de fundación a su hermano Francisco Pizarro. Gonzalo, para su vuelta al Perú, deja como teniente gobernador o encargado de las comarcas de la provincia de los Charcas a Diego de Rojas, posteriormente Rojas inició junto Aymoro —cacique charca— una expedición hacia la frontera de los chiriguanaes. Los aproximados 100 españoles junto con miles de aliados indígenas yamparas, en su expedición se enfrentaron a los chiriguanaes, aún estando a punto de perder, lograron una considerable victoria contra los chiriguanaes y se consideró que ya no serían una amenaza de la zona. Posteriormente Rojas dejó a Francisco de Aguirre como teniente gobernador y se aventuró hacia a los Chunchos, Rojas hizo su entrada a los Chunchos por los valles de los chiriguanaes para encontrarse con Pedro de Candia.
A inicios de 1540 el marqués Francisco Pizarro, ya informado de las expediciones de Rojas y Aymoro —posiblemente informado por este cacique—, es convencido en determinar una fundación de una ciudad o villa en los Charcas, Pizarro decide enviar a su hermano Gonzalo de regreso a Charcas esta vez con el ánimo de fundación y posteriormente tomar posesión de sus encomiendas con intereses de las minas de Porco; pero circunstancialmente en lugar de enviar a Gonzalo se envía a Pedro Anzúrez Enríquez de Camporredondo —Peranzúrez, Peranzules o Pero de Anzúres— con el encargo expreso en fundar una villa. Debido a la exitosa campaña en Guayapaccha en contra de los chiriguanaes, Peranzúrez decidió centrarse en las comarcas de Charcas y en especial en el poblado o comarca de “Chuquiochata”, por sus colinas semiplanas y por los cerros de Sica Sica y Churuquella. De ese modo, Pedro Anzúrez de Camporredondo, el 16 de abril de 1540, fundó la ciudad de “Villa de La Plata” o con el extenso de “Villa de La Plata de la Nueva Toledo”.

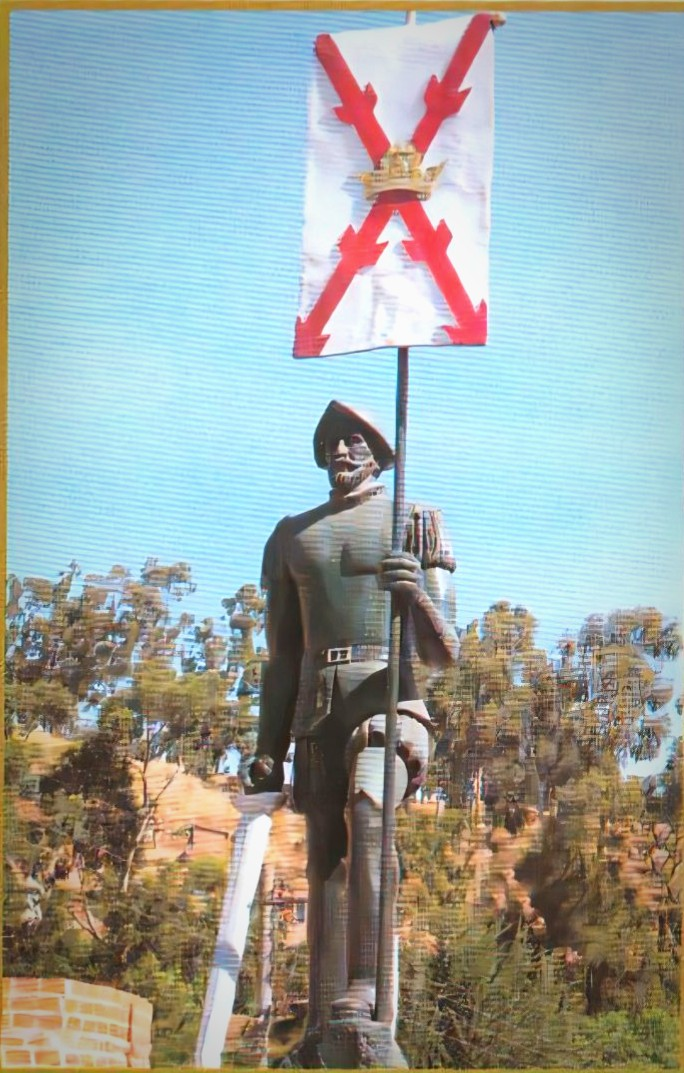
Pedro Anzúrez Enríquez de Camporredondo, fundador de Villa de La Plata de la Nueva Toledo (monumento en la actual ciudad de Sucre, sobre la ruta 6, cerca del parque Verde y de la plazuela Wallparrimachi).

En los primeros años de presencia española, la villa sobrevivió a las luchas fratricidas entre las huestes de Francisco Pizarro y Diego de Almagro. Poco después la villa fue punto de partida de nuevas exploraciones al interior del continente. Durante la época virreinal , su estratégica situación geográfica (cabecera de valle situada a 2750 m s. n. m.), su clima templado y la proximidad con las minas de plata del cerro de Porco y los cerros de las minas de Potosí descubiertas en 1545 (4060 m s. n. m.), jugaron un papel decisivo en su desarrollo como ciudad administrativa. Entre 1544 y 1548 hubo un enfrentamiento entre dos grupos de españoles, ambos con sus aliados indígenas, a esto se lo conoció como la rebelión de los encomenderos o la Guerra civil entre conquistadores, que llegó al caso de menciones independentistas de la Corona de España y crear su propio reino debido al rechazo que provocarón las acciones del primer virrey del Perú Blasco Núñez de Vela; la población de la ciudad de La Plata se mantuvo en el bando del rey Carlos I de España, en muestra de lealtad se saco el estandarte real y después los habitantes desfilaron con el estandarte el día 29 de septiembre, dicho acto perduró en memoria de autoridades españolas.
Se erigió la creación de la sede episcopal en 1552 y se construyó la Iglesia. El mismo año la Villa de La Plata fue ascendida al rango de ciudad por decreto real del emperador Carlos I de España,  en 1555 le otorgó el escudo correspondiente con el estandarte de la Cruz de Jerusalén, reconociendo la legitimidad de su gobierno local y otorgándole la administración sobre la explotación de la plata de las minas de Porco y Potosí. 

## La Real Audiencia, el Arzobispado y la Universidad

#### Real Audiencia y Chancillería de La Plata de Charcas
Chuquisaca adquirió un poder muy importante en América del Sur. En 1559 la ciudad se transformó en sede de la Real Audiencia de Charcas por Cédula Real del 4 de septiembre de 1559 de Felipe II, con jurisdicción sobre la parte sur de Sudamérica, el área que actualmente es Paraguay, el sudeste peruano y el norte de lo que hoy es Chile y Argentina. Se creó el tribunal administrativo, con la creación de la Real Audiencia y Chancillería de La Plata, Provincia de los Charcas —Real Audiencia de Charcas— en 1559, asociada al Virreinato del Perú con sede en Lima otorgándosele la Cruz de San Andrés como estandarte. 

#### Arzobispado
En 1609, por Bula del Papa Pablo V, el Obispado de Charcas ascendió al rango de Arzobispado con el nombre de La Plata, escindiéndola de la Arquidiócesis de Lima, abarcando así para su regencia todo el cono sur sudamericano, siendo que su erección a arquidiócesis le dio control sobre las provincias eclesiásticas y obispados erigidos y por erigirse, que iban desde los otrora obispados de: La Paz, Santa Cruz de la sierra, Santiago, Santiago del Estero, Buenos Aires, Asunción, Córdoba, Tucumán y Salta, siendo éstas que incluían, los límites desconocidos de las gobernaciones del Tucumán, del Río de la Plata o del Paraguay y del Reino de Chile, además de las misiones jesuíticas en los llanos de Moxos, Chiquitos y el Gran Chaco, además de las por descubrirse en esos territorios entonces apenas explorados. Por lo que abarcó inicialmente partes de los actuales países de: Argentina, Bolivia, Brasil, Chile, Paraguay y Perú.
Luego de celebrar en 1620 el segundo sínodo, se llamó a un evento de mayor trascendencia: el primer Concilio Platense. Comenzó su preparación el arzobispo Gerónimo Méndez de Tiedra (1617-1622), que lo convocó el 2 de abril de 1622 cuando estaba de visita pastoral en la Villa Imperial de Potosí. Al morir ese año, fue su sucesor Fernando Arias de Ugarte quien lo convocó de nuevo para el 22 de mayo de 1627, aunque se inauguró recién el 28 de enero de 1629. Acudieron los obispos sufragáneos: Fernando de Ocampo, de Santa Cruz de la Sierra; Pedro de Carranza, de Buenos Aires; Tomás de Torres, del Paraguay, entonces electo del Tucumán. Por su ceguera no pudo acudir Pedro Valencia, de La Paz. En nombre del rey Felipe IV estuvo presente el presidente de la Real Audiencia de Charcas, Martín Egüez Beaumont. 
Se asumieron los problemas de evangelización, la defensa ante los abusos sobre los indígenas y la actitud a mantener ante sus prácticas idolátricas. Sus decretos fueron enviados a la aprobación del rey a España para que de ahí pasasen a Roma. Los historiadores suponen que debido a su pérdida no fueron aprobados; pese a ello, en las circunscripciones de la provincia eclesiástica de La Plata definieron la línea de acción pastoral en las décadas siguientes.

#### Universidad
En 1624 acogió a la cuarta universidad en el Nuevo Mundo, la Universidad Mayor, Real y Pontificia de San Francisco de Xavier de Chuquisaca por Bula papal de Gregorio XV y Cédula real de Felipe IV. Los artífices de este hecho histórico fueron los sacerdotes jesuitas Juan Frías de Herrán, su fundador y Luis de Santillán el primer rector de ésta, el primer ministro nativo fue José Manuel de Segovia.
Las primeras materias que se dictaron fueron Teología Escolástica, Teología Moral, Filosofía, Latín y el lenguaje nativo aimara. Más tarde en 1681, bajo la autoridad del Arzobispo Cristóbal de Castilla y Zamora, se incluyó Derecho Canónico.
La fundación de la Real Academia Carolina en 1776 fue fundamental, a pesar de ser una institución de dependencia directa con la Real Audiencia de Charcas, guardaba un vínculo natural con la Universidad San Francisco Xavier, pues recibió a los intelectuales y estudiantes más destacados y renombrados de la época, con esa particularidad se los conoció como los "Doctores de Charcas" quienes tuvieron un papel importante y protagónico en el Grito libertario de la Revolución de Chuquisaca del 25 de mayo de 1809 y en las revoluciones de independencia que se desencadenaron de esta. Sobresalen en este grupo los hermanos Manuel de Zudáñez y Jaime de Zudáñez, Bernardo Monteagudo y Manuel Rodríguez de Quiroga, a quienes también se les atribuye la autoría de los documentos doctrinales que inspiraron las revoluciones en Charcas, Argentina, Chile y Perú.

La universidad, desde su fundación hasta el día de hoy, simboliza una importante influencia en toda la ciudad de Sucre y para el país.

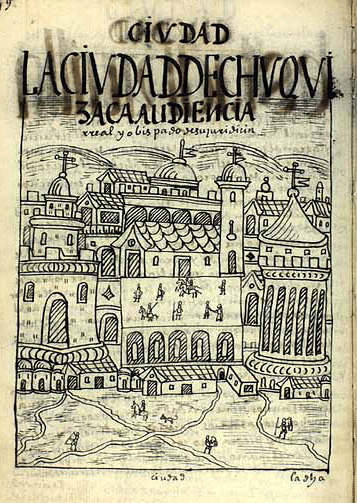
LA CIVDAD DE CHVQVIZACA, AUDIENCIA rreal y obispado de su juridici[ó]n, cviudad (Nueva corónica y buen gobierno de Felipe Guaman Poma de Ayala, 1615)

## Controversias sobre fundación
En 1639, periodo de máximo esplendor virreinal, la ciudad contaba con 14 mil habitantes sobre una superficie de 0,9 km. En 1776, los desembarcos portugueses en el delta del Río de la Plata y las incursiones de bandeirantes por el Mato Grosso ponen de manifiesto la incapacidad del virreinato del Perú para defender la riqueza de Charcas desde el Atlántico y propician la creación del virreinato de La Plata con sede en Buenos Aires donde Charcas adquiere competencias de autogobierno especiales por ser entonces una ciudad plenamente constituida, con un territorio densamente poblado, mientras que Buenos Aires era según un pueblo de pescadores, pero estratégicamente situado en el delta del Río de La Plata. La proporción de la población en el nuevo virreinato es de 80 % en la Audiencia de Charcas y 20 % en las provincias del Río de La Plata. Este hecho estratégico, acompañado por la decadencia de la explotación de plata en Potosí a principios del siglo XIX propician un periodo de decadencia en la ciudad.
La fecha de la fundación de la ciudad de Sucre como La Plata, es el 16 de abril de 1540, fecha que está completamente documentada.
Debido a la tardía investigación de la Fundación de La Plata, se presumía, desde el siglo XIX la fecha de 29 de septiembre como día de fundación, pero esta fecha se recordaba el apoyo que dieron los chuquisaqueños hacia el Rey en el conflicto de la Gran Rebelión de Encomenderos, donde los chuquisaqueños en dicha fecha desfilaron junto al estandarte real del Rey mostrando su lealtad al Rey y al Imperio.
Desde el siglo XX a presente, se ha convenido en fijar la fecha de la fundación el 29 de septiembre de 1538 con Gonzalo Pizarro o con Pedro Anzúrez de Camporredondo como fundador. el primero porque no existen datos o documentos que muestre una fundación por parte de Gonzalo Pizarro cuando se asentó en Guayapaccha en 1538, tampoco una fecha sobre este asentamiento aporte del año. El segundo lo hace cronológicamente hace imposible que dicho personaje estuviese allí según distintos documentos, ya que Pedro Anzúrez entre 1537 y 1539, concentró distintos acontecimientos, como en la batalla de las Salinas y en la entrada a los Chunchos por el Cuzco y por Carabaya.

## Revolución de Chuquisaca
La Universidad Mayor, Real y Pontificia de San Francisco de Xavier de Chuquisaca y la Academia Carolina de practicantes juristas creada en 1776 se convirtieron en dos centros de elaboración de y difusión de teorías políticas que proclamaban la soberanía del pueblo. Cuando Napoleón Bonaparte ocupó España y Portugal a Francia entre 1808 y 1814, los oidores de la Real Audiencia de Charcas depusieron al presidente de la Audiencia y se opusieron a la actitud carlotista del arzobispo Moxó. Formaron así un verdadero gobierno autónomo y enviaron mensajeros a otras ciudades. Los chuquisaqueños concluyeron que «ni el Imperio es tan fuerte como se creía, ni las colonias tan dependientes como se pretendía» y decidieron tomar el camino de la autonomía política bajo la estrategia de desconocer toda autoridad que no sea la del monarca cautivo e incomunicado en Bayona (Francia): es lo que se conoce como el primer grito libertario de América (la revolución de Chuquisaca) un 25 de mayo de 1809. El 6 de agosto de 1825, tras 15 años de lucha sangrienta, delegados de todas las provincias de Charcas firmaron en el aula magna de la antigua Universidad Mayor, Real y Pontificia de San Francisco de Xavier de Chuquisaca, la Constitución de la nueva República, Soberana e Independiente.

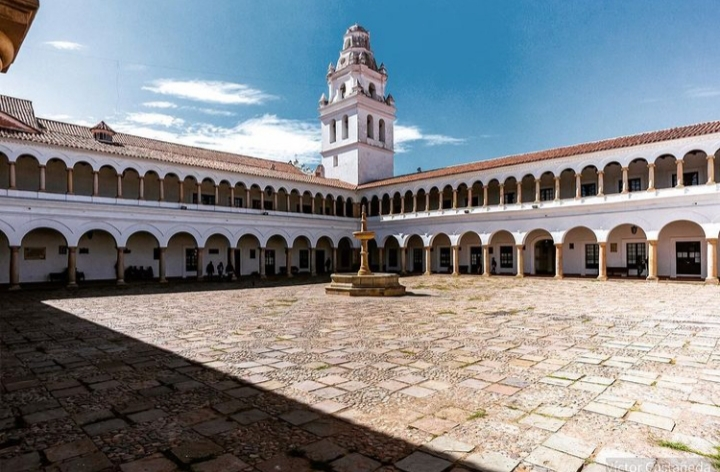
Patio histórico de la Universidad Mayor Real y Pontificia San Francisco Xavier de Chuquisaca

El 25 de mayo de 1809 la revolución popular en alianza con los oidores de la Audiencia de Charcas,  cristalizó un largo proceso de autonomización política que se aprovechaba así de la coyuntura de la vacatio regis. Estudiantes, artesanos, juristas y magistrados chuquisaqueños, inspirados en la corriente ilustrada que impregnaba su universidad Universidad San Francisco Xavier y la Academia Carolina, se rebelaron, pidiendo la liberación de Jaime de Zudáñez― acusado y tomado prisionero por conspiración el mismo día― y la renuncia del presidente de la Real Audiencia de Charcas, Ramón García de León y Pizarro. Este dijo 

Con un Pizarro empezó la Colonia y con otro termina la misma.[cita requerida].

 Ese mismo día Jaime de Zudáñez fue liberado. La Revolución de Chuquisaca, es conocida como el «Primer Grito Libertario de América» y «la chispa que encendió la lucha libertaria de América».
Tan pronto es derrocado el gobernador de Chuquisaca, se enviaron emisarios del movimiento Republicano por todos los confines del virreinato de La Plata. En Potosí y La Paz, pequeños grupos realistas temen el rápido descontrol de la situación y optan por solicitar el apoyo del virreinato del Perú para aplacar la insurrección. El virreinato del Perú, conocido bastión de realistas, estima favorable la oportunidad de invadir al virreinato de La Plata ya que este se encuentra debilitado por el asedio portugués y opta por enviar un ejército contra la Audiencia de Charcas y otro contra la Capitanía General de Chile.
En 27 de febrero de 1812 (batalla de El Rosario), el abogado Manuel Belgrano, junto a numerosos rioplatenses formados en la Universidad Mayor, Real y Pontificia de San Francisco de Xavier de Chuquisaca y en la Academia Carolina de Chuquisaca, dota a las fuerzas republicanas del primer estandarte republicano (actual bandera de Argentina) para animar y diferenciar sus escasas fuerzas del temible ejército realista-peruano, muy superiores en número y artillería. El 20 de febrero de 1813 (batalla de Salta), tras un triunfo completo de los republicanos sobre las tropas realistas-peruanas, recupera el conjunto de los territorios ocupados hasta el río desaguadero, frontera entre los dos virreinatos. Dicha bandera, emblema de los ejércitos republicanos del norte se encuentra actualmente en la casa de la libertad de sucre.
El 9 de julio de 1816, en el Congreso de Tucumán, la Audiencia de Charcas firma la Independencia como provincia del Río de La Plata (hoy Argentina). Los diputados enviados por Charcas fueron el Dr. Mariano Sánchez de Loria y el Dr. José Severo Malabia. Sin embargo, la Audiencia de Charcas debió soportar todavía 15 años de lucha encarnizada contra los ejércitos peruanos-realistas, los cuales en repetidas ocasiones ocuparon sus territorios, imponiendo un periodo de terror y saqueo que obligó a los chuquisaqueños a continuar la lucha con la estrategia de las guerrillas. Una figura será particularmente importante en este periodo: Juana Azurduy de Padilla ―también conocida como Juana de Chuquisaca― educada en el prestigioso convento de Santa Teresa de Chuquisaca, esposa y viuda de Manuel Asencio Padilla, toma la cabeza de la resistencia a la muerte de su marido. Será de las pocas grandes figuras chuquisaqueñas que verá sus sueños cumplidos y cuyos restos descansan en la «Casa Grande» o Casa de la Libertad, antigua aula magna de la Universidad jesuita (Universidad Mayor, Real y Pontificia de San Francisco de Xavier de Chuquisaca).
Después de que el Congreso de Buenos Aires, se envió una a Simón Bolívar, mencionando:

“... hacer que, cuanto antes, recuperen su libertad las cuatro provincias del Alto Perú (La Paz, Potosí, Cochabamba y Charcas) hasta el Desaguadero, para que ajuste las convenciones que seas necesarias con el jefe o jefes que mandan las fuerzas españolas (…) sobre la base de que estas (cuatro provincias) han de quedar en la más completa libertad para que acuerden lo que más convengan a sus intereses y gobierno”

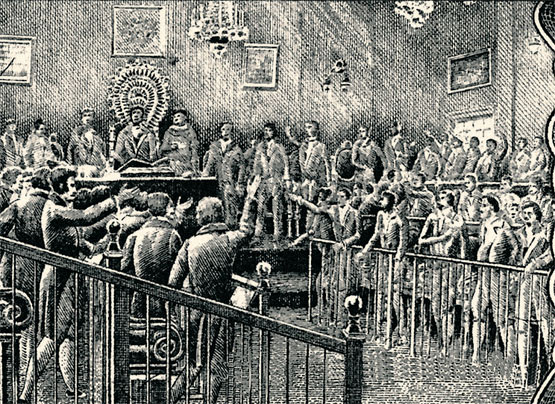
El Salón de la Independencia de la Casa de la Libertad durante el Congreso Constituyente de la Nación en Chuquisaca.

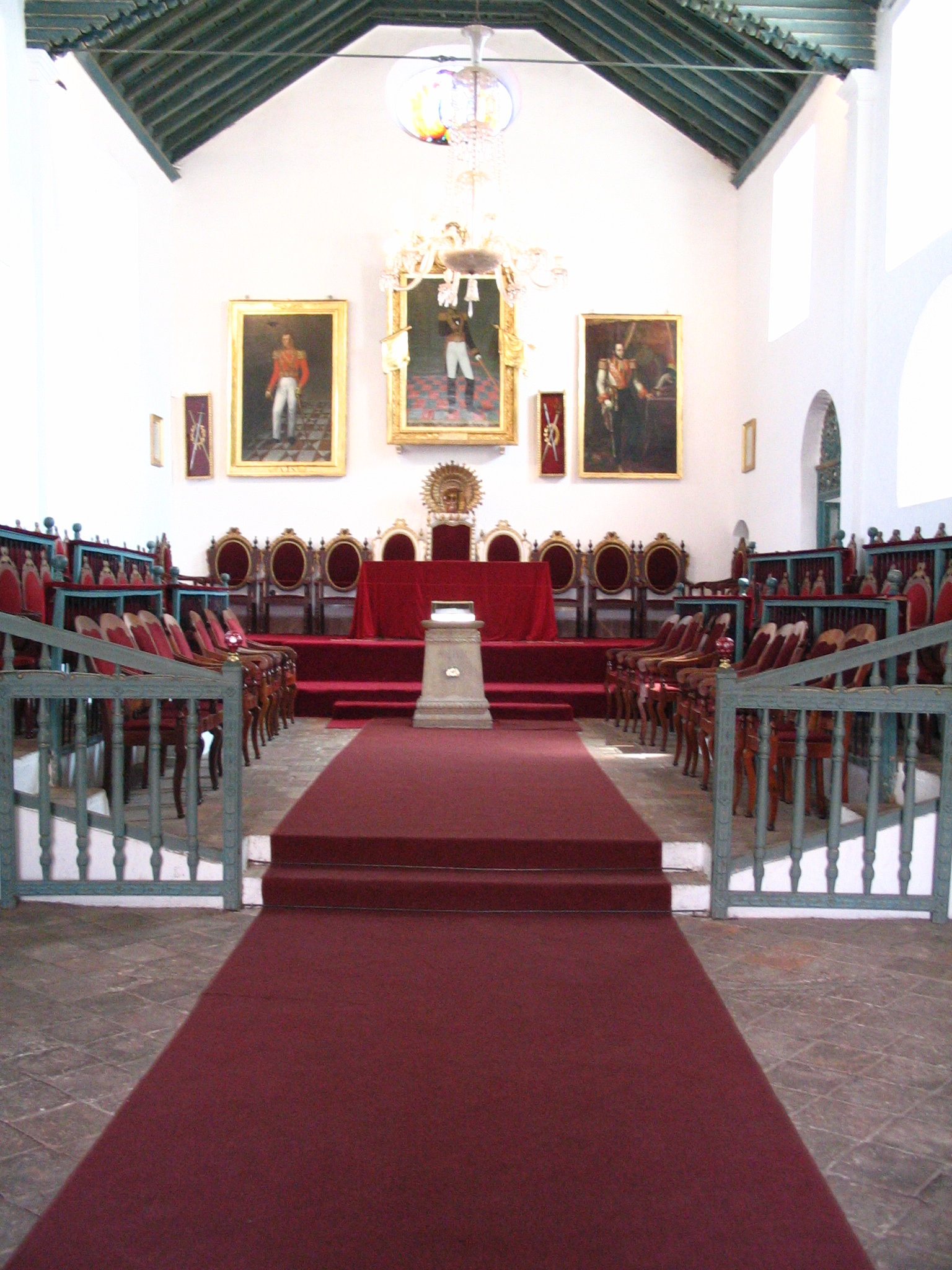
La Casa de la Libertad, lugar donde se firmó el acta de Independencia de Bolivia.

El Mariscal Sucre expidió el Decreto del 9 de febrero de 1825, convocando a los representantes de las provincias del Alto Perú a la denominada “Asamblea General de Diputados de las Provincias del Alto Perú” que debía realizarse primeramente el 10 de abril en Oruro, para decidir el destino de tales provincias, pero se realizó recién el 24 de junio de 1825 en Chuquisaca.
El 6 de agosto de 1825 se firmó el acta de fundación de la República de Bolivia en la histórica “Casa de la Libertad” de la ciudad Chuquisaca, el acta fue redactada por el presidente del Congreso, José Mariano Serrano y por el vicepresidente tucumano José María Mendizábal; la independencia fue declarada el 21 de julio de 1825 por 48 representantes de las cinco provincias del Alto Perú, de los cuales 7 fueron los representantes por Chuquisaca; el 23 de julio de 1825, se había redactado el "Acta de la Independencia", llevando la fecha de 6 de agosto de 1825, en conmemoración de la Batalla de Junín, la cual se desarrolló el 6 de agosto de 1824.

## Época republicana

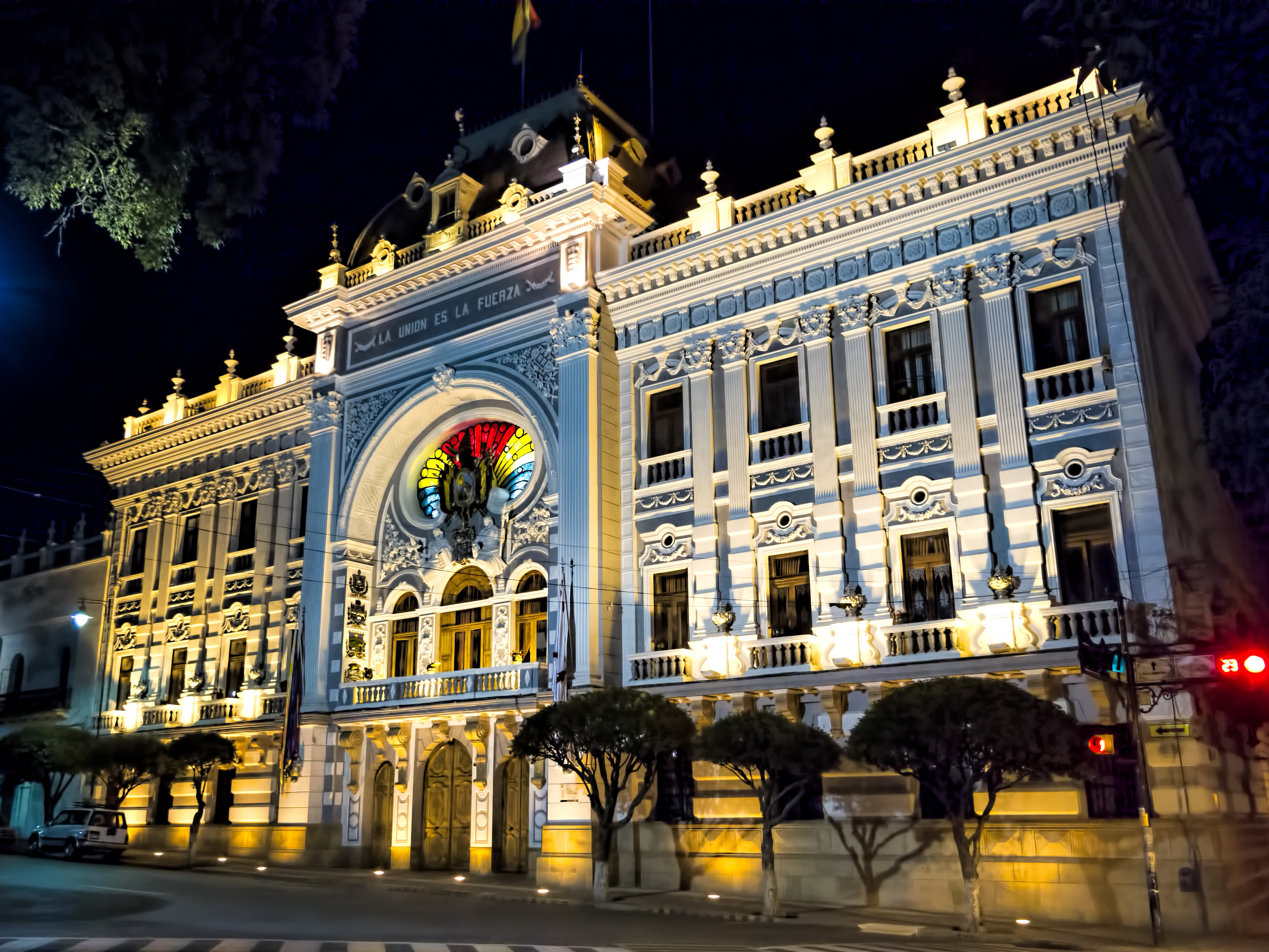
Palacio del Gobierno Autónomo Departamental de Chuquisaca y el ex-Palacio del Gobierno Nacional de Bolivia

El 6 de agosto de 1825, Bolivia se declaró Estado Independiente y un año más tarde, en julio de 1826, Chuquisaca fue provisionalmente designada como capital del estado, pues la transición de la Real Audiencia de Charcas hacia la nueva república se apoyaba sobre las instituciones existentes en Chuquisaca. La ciudad contaba entonces con una población 12 000 habitantes y una superficie de 17 km².
El 12 de julio de 1839 la ciudad de Chuquisaca se ratificó como capital constitucional y oficial de la República de Bolivia por José Miguel de Velasco y «desde esa fecha se la denominó Sucre» en honor al Mariscal de Ayacucho.

Bolivia: Ley de 12 de julio de 1839
JOSÉ MIGUEL DE VELASCO
PRESIDENTE PROVISORIO DE LA REPÚBLICA
La ciudad de Chuquisaca declarada Capital de la República--En adelante se la denominará Ciudad de Sucre"
El Congreso General Constituyente ha sancionado la siguiente.
LEY.
Artículo 1°.- La ciudad de Chuquisaca es la Capital de la República, y conforme á la lei de 11 de Agosto de 1826 se llamará en adelante la Ciudad Sucre.
Artículo 2°.- El Gobierno dispondrá que se construyan en la ciudad Sucre, los edificios que se necesiten para su despacho, los altos poderes de la Nacion, principalmente el Legislativo, destinado para el efecto el templo suprimido de San Agustin. Comuníquese al Poder Ejecutivo para su publicación y cumplimiento. Dada en la Sala de sesiones en Chuquisaca á 10 de Julio de 1839--Gregorio Reinolds. Presidente--Fernando Balverde, Diputado Secretario --
Palacio de Gobierno en Chuquisaca á 12 de Julio de 1839--Ejecútese --
JOSÉ MIGUEL DE VELASCO--Manuel Maria Urcullu.

Bolivia: Ley de 18 de junio de 1843
LA CONVENCION NACIONAL.
CONSIDERANDO:
   Que la ciudad Sucre se ha presentado siempre, como la primera por su patriotismo y virtudes y que ha sostenido con noble heroismo la causa de la restauracion.
DECRETA
Artículo Único.- La capital de la República se titulará en adelante, la ILUSTRE Y HEROICA SUCRE.
Comuníquese al Poder Ejecutivo para su ejecucion y cumplimiento. Dada en la Sala de Sesiones en la Capital Sucre á 18 de Junio de 1843
Manuel Hermenegildo Guerra, Presidente - José de Ugarte, diputado Secretario.
Casa del Supremo Gobierno en Sucre á 18 de Junio de 1843. Ejecútese - José Ballivian -
En ausencia del Mininistro, como encargado del Despacho - Pantaleon Dalence.

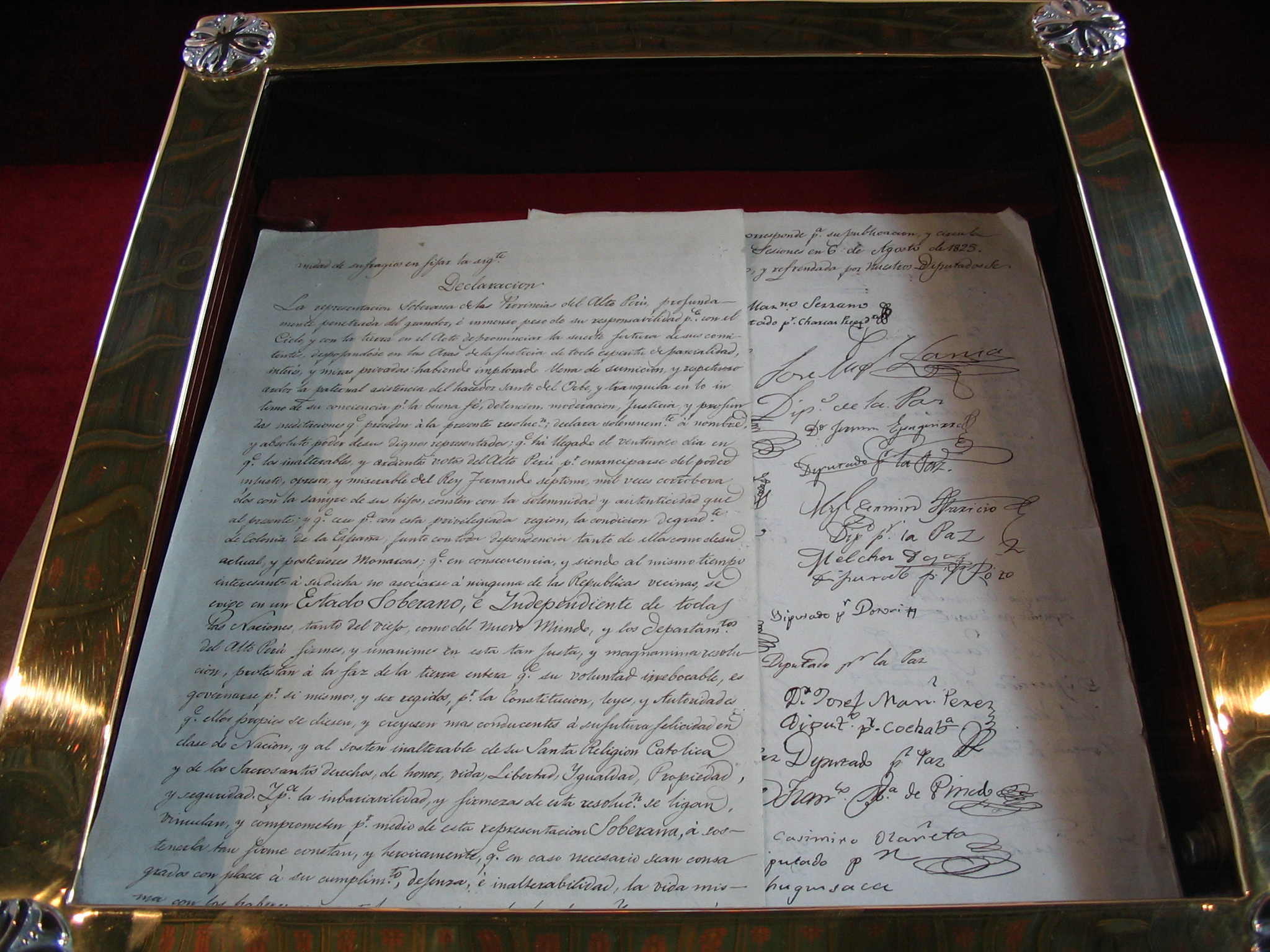
Acta de la Independencia Boliviana.

A fines del siglo XIX con el empuje del capitalismo europeo y por las necesidades de la industria occidental, la explotación del estaño adquirió enorme importancia en la economía boliviana. La producción del estaño en Bolivia estaba centrada en Oruro (1606, 3708 msn) y la clase dirigente que se beneficiaba de estos ingresos estaba mayoritariamente asentada en La Paz. Las ciudades de Chuquisaca y Potosí, cuya economía estaba más vinculada a la producción de plata, perdió la preeminencia económica que tuvieron en los siglos anteriores. En 1892, se modernizó la explotación minera con la introducción del primer ferrocarril entre Oruro y el puerto de Antofagasta, que después de la invasión chilena y la guerra del Pacífico , pasó a ser puerto chileno. En Sucre se establecieron las casas matrices de las empresas mineras de Potosí y las principales entidades bancarias nacionales. En 1909 se creó la Escuela nacional de Maestros Mariscal Sucre (hoy, Escuela Superior de Formación de Maestros Mariscal Sucre).

### Guerra civil de 1898-1899
La Paz, que fue fundada en 1548, se encuentra cerca de Oruro, que poseía las más importantes minas de estaño, lo que hizo que su importancia económica creciera a fines del siglo XIX. Además, en La Paz se concentraba el comercio del 80% de la población de Bolivia en aquella época.[cita requerida] En ese contexto, la clase dirigente paceña, aliada con los políticos liberales, desató la llamada Guerra Federal cuyo pretexto fue la “necesidad” de instaurar un régimen federal en Bolivia. Los paceños atacaron a la administración que gobernaba en Sucre, la cual envió un pequeño grupo de jóvenes a defender la constitución (los constitucionalistas) que lucharon en desventaja y perdieron contra el ejército liberal de La Paz que había recibido armamento nuevo enviado desde Perú. Este conflicto se desarrolló entre los años 1898-1899 pues la clase dirigente paceña de la época buscaba concentrar los poderes ejecutivo, legislativo y judicial en La Paz. Los chuquisaqueños fueron masacrados en la iglesia de Ayo Ayo por parte de ciertos grupos indígenas aymaras liderados por Pablo Zárate Willca que fueron utilizados como aliados por los paceños, aunque estos mismos indígenas inicialmente aliados fueron apresados y asesinados después por los dirigentes paceños. El Estado federal no se instauró, pero La Paz festejó el traslado de los poderes ejecutivo y legislativo y el propio presidente José Manuel Pando decidió mantener el poder judicial en Sucre, con el fin de evitar mayores ofensas y conflictos.

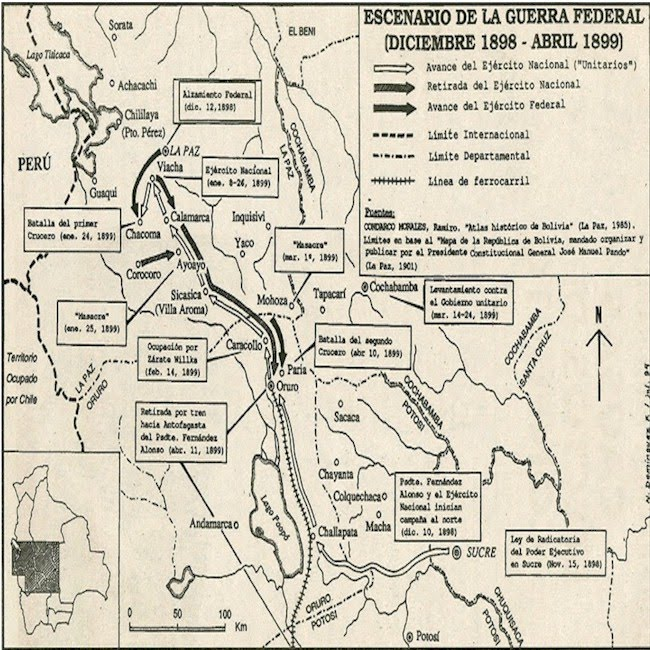
Mapa de la guerra civil boliviana (1898-1899).

A partir de aquel momento, la ciudad de Sucre se sumió en un proceso de estancamiento económico prolongado. Progresivamente, una gran parte de la clase dirigente sucrense se vio obligada a emigrar a otras ciudades, u otros países en busca de oportunidades que el Estado boliviano no creó.
La llegada del ferrocarril a Sucre no se hizo efectiva hasta 1936, acompañada de la construcción del barrio ferroviario, primer asentamiento urbano fuera del casco antiguo. Para 1900, según el censo oficial de ese año, Sucre tenía una población de 20 907 habitantes y una superficie de 2,15 km².

### Planificación urbana y regional
El 27 de marzo de 1948, un violento temblor sacudió la ciudad de Sucre, a raíz del cual se formó el Comité de Reconstrucción y Auxilio que diseñó el «plan regulador» de 1950, sobre dos lineamientos: la reconstrucción de la ciudad, introduciendo criterios del urbanismo moderno como la interrelación entre el casco antiguo y zona de expansión; la necesidad de dotar a Sucre de otras funciones que las administrativas, potenciando la industria y el agro. Si bien este plan no se lleva a la práctica, constituye el primer intento de planificación urbana y propicia la creación de dos grandes industrias bolivianas: la Refinería de Petróleo Carlos Montenegro y la Fábrica Nacional de Cemento (1959).

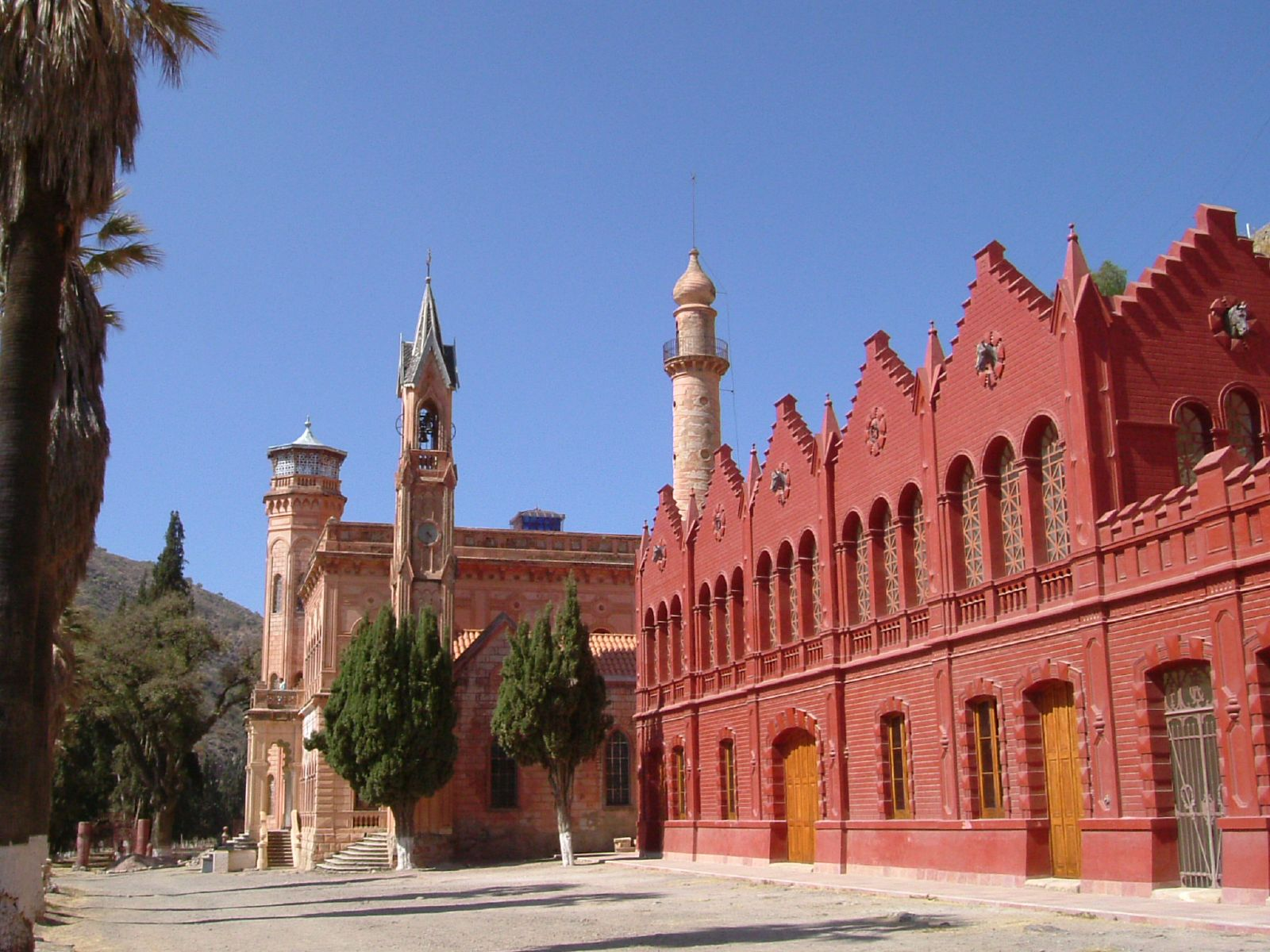
Castillo de La Glorieta

La política nacional de diversificación económica y de creación de un nuevo polo de desarrollo iniciada en 1940, con la construcción de infraestructura básica de transporte, propició en Bolivia la conformación de un nuevo eje económico denominado «eje central» La Paz-Cochabamba-Santa Cruz lo cual agudizó el estancamiento, e incluso la degradación, de la economía en el eje Potosí-Sucre.

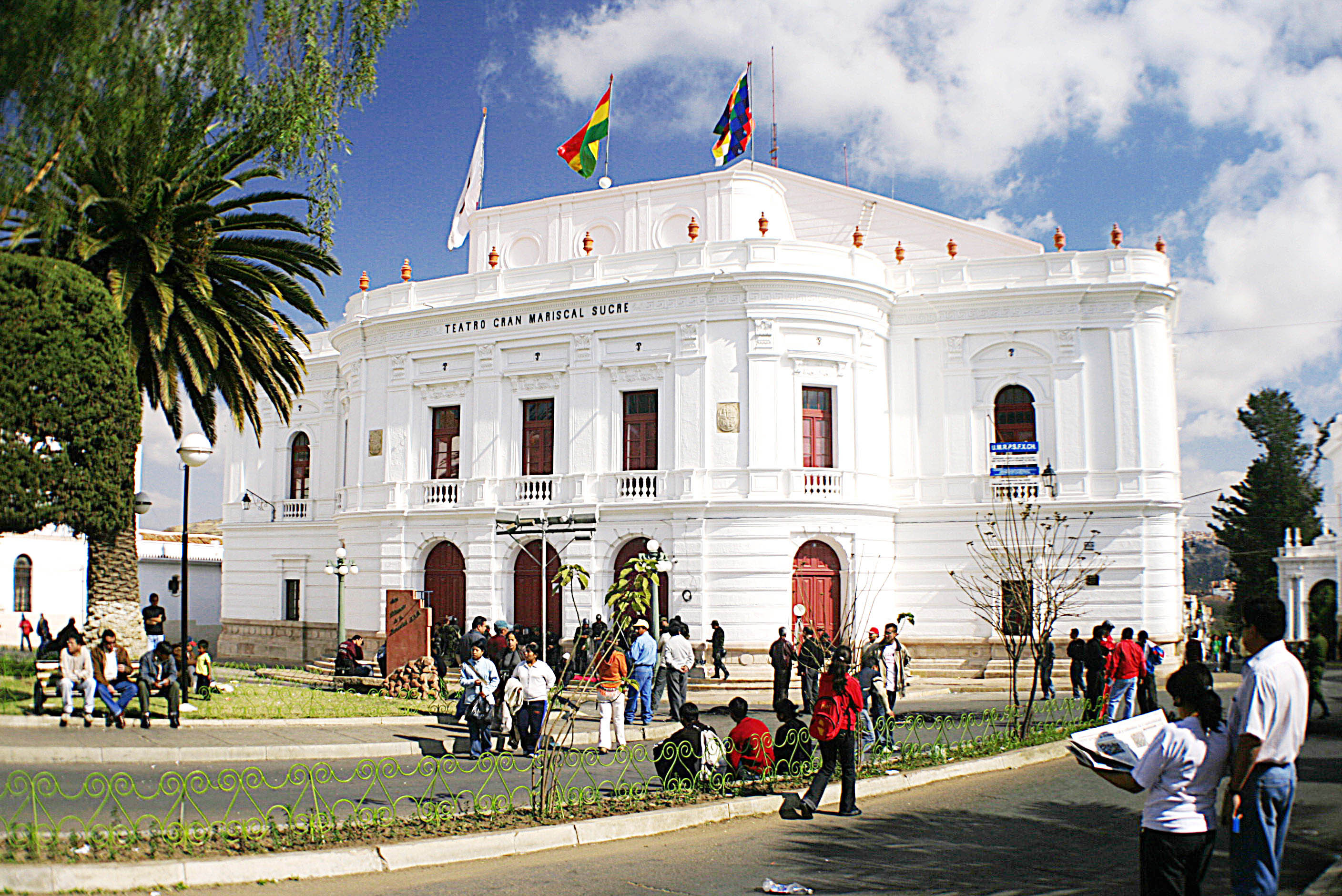
Teatro Gran Mariscal próximo al Parque Simón Bolívar.

### Revolución de 1952
Como consecuencia de la Revolución nacional de 1952, se producen en Bolivia cuatro reformas estructurales que marcan el paso de un Estado oligárquico a un Estado liberal, aunque consolidan el centralismo de La Paz:
El voto universal de 1952, ampliando el derecho de voto a la mujer y a los campesinos (indígenas); la nacionalización de las minas de 1952, recuperando el 80 % de los ingresos de las exportaciones de estaño a poder del Estado; la reforma agraria de 1953, otorgando la tierra a los campesinos y eliminando las servidumbres y la reforma educativa de 1955, transformando la educación excluyente en universal y obligatoria.
Estas reformas estatales son producto de grandes convulsiones sociales que estremecen al país en su conjunto y a la sociedad chuquisaqueña en particular, considerada conservadora y fuertemente arraigada a las propiedades rurales. La reforma agraria provoca el repliegue de los estratos sociales altos a la ciudad y la caída de la producción agrícola. Los campesinos, sin asesoramiento técnico, ni recursos económicos no tienen posibilidad alguna de dar continuidad a la producción agrícola encontrándose rápidamente en una economía de subsistencia. Sucre cuenta entonces con 40 128 habitantes y una superficie de 2,53 km².

## La cordura chuquisaqueña

### En la década de los 1980
La llegada de nuevos cuadros técnicos chuquisaqueños, formados en universidades de Europa y los Estados Unidos, pero también del interior de la República  (la Universidad Técnica de Oruro, donde imparten cátedra profesores judío-alemanes emigrados durante la Segunda Guerra Mundial) dieron el soporte técnico necesario para poner en funcionamiento la refinería de petróleo y la fábrica de cemento (FANCESA), empresas que no tardaron en convertirse en el motor de desarrollo regional. En los años 1980, FANCESA se convirtió en la primera cementera estatal, desplazando a SOBOCE de La Paz y COBOCE de Cochabamba. La Universidad Mayor, Real y Pontificia de San Francisco de Xavier de Chuquisaca, antiguamente especializada en ciencias políticas y medicina, diversificó sus programas académicos con ramas técnicas. Sucre comenzó a destacar nuevamente como centro de excelencia académica.

### Plan Regulador de Sucre
En 1974 se formuló el Plan Regulador de Sucre, primer intento de coordinación interinstitucional local para cubrir el vacío existente en planificación urbana, respondiendo a las necesidades de integración de los nuevos barrios periféricos al núcleo central. En 1976 Sucre contaba con 63259 habitantes, sobre una superficie de 6,05km².

## Época de golpes militares y desarrollo

#### La estrategia boliviana de desarrollo
En los años setenta se suceden en Bolivia los golpes militares (1969-1980). En este periodo se desarrolla la denominada Estrategia Boliviana de Desarrollo, con lineamientos no muy distantes del Plan Bohan de 1940, dividiendo al país en 3 tipos de regiones (homogéneas, polarizadas, plan) y creando las denominadas Corporaciones Regionales de Desarrollo, organismos técnicos encargados de elaborar proyectos de impacto. En Chuquisaca se crea la Corporación Regional de Desarrollo de Chuquisaca (CORDECH), dirigida por militares, la cual elabora cantidad de proyectos, la mayoría de los cuales no se ejecutan por falta de presupuesto. Tres grandes proyectos se concretan en Sucre: el aeropuerto, la terminal de buses y el mercado central.
A fines de los años setenta y principios de los ochenta, la población rural, fuertemente empobrecida, comienza a emigrar a la ciudad y al oriente boliviano (Santa Cruz, cosechas agrícolas estacionales), los estratos altos de la ciudad también emigran al eje central, en su mayoría, de manera definitiva. Entre 1971 y 1976 Chuquisaca soporta una tasa de migración de –4,7 % mientras que Santa Cruz gana un 18,9%; entre 1987 y 1992 Chuquisaca sigue perdiendo un –3,8 % mientras que Santa Cruz gana un 7,4 % y entre 1996 y 2001 Chuquisaca literalmente se vacía, con una tasa negativa de –6,4 % mientras que Santa Cruz gana un 10,6 %.

#### Decadencia del eje minero
En los años ochenta se produce la crisis del estaño, ocasionando en Bolivia una inflación sin precedente que en 1985 alcanza el 8767 %. El Gobierno, con la dramática frase «Bolivia se nos muere», aplica el decreto 21060, cerrando la mayoría de las minas y poniendo en la calle a más de 23 000 mineros. Esto inicia la decadencia del eje minero La Paz–Oruro–Potosí-Sucre y la consolidación del eje central La Paz–Cochabamba–Santa Cruz de la Sierra.

## Geografía
Geográficamente, Sucre se encuentra en una cabecera de valles de clima cálido y seco, a una altitud de 2798 m s. n. m.. Específicamente, está ubicada en la región geográfica de los valles interandinos de Bolivia, entre las tierras altas de la meseta andina y las tierras bajas de los llanos del Gran Chaco. Así mismo, en la zona se encuentra el límite entre los sistemas hidrográficos del Amazonas (ríos Chico y Grande) y los del río de La Plata (Cachimayu y Pilcomayu),[cita requerida]. 

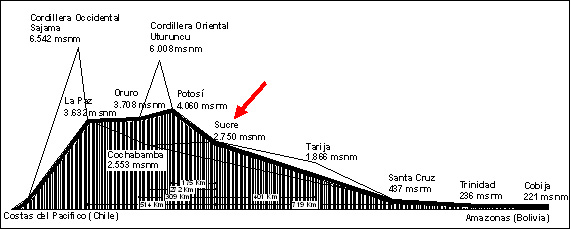
Sucre en la geografía boliviana.

La ciudad se sitúa en la provincia Oropeza del departamento de Chuquisaca, al pie de los cerros Sica Sica y Churuquella (dos antiguos volcanes apagados), en la cordillera oriental de Los Andes, cerca de donde las cadenas montañosas pierden altura y proveen un clima cálido y seco de cabecera de valle. 

### Clima
El clima de Sucre es templado subhúmedo de montaña (Cwb), de acuerdo con la clasificación climática de Köppen, con lluvias durante gran parte del año excepto el invierno, promediando 679 milímetros de precipitación anual. Las máximas rondan entre 21 °C y 25 °C en todo el año, con un máximo promedio de 24,3 °C en noviembre, siendo algo común que todos los meses registren al menos un día sobre 30 °C, y teniendo una máxima absoluta de 34 °C registrada numerosas veces. Mientras que las mínimas disminuyen bastante en el invierno, llegando a un mínimo promedio de 4,6 °C en julio y mínima absoluta de -9 °C. 
| Parámetros climáticos promedio de Sucre, Bolivia                                               | Parámetros climáticos promedio de Sucre, Bolivia | Parámetros climáticos promedio de Sucre, Bolivia | Parámetros climáticos promedio de Sucre, Bolivia | Parámetros climáticos promedio de Sucre, Bolivia | Parámetros climáticos promedio de Sucre, Bolivia | Parámetros climáticos promedio de Sucre, Bolivia | Parámetros climáticos promedio de Sucre, Bolivia | Parámetros climáticos promedio de Sucre, Bolivia | Parámetros climáticos promedio de Sucre, Bolivia | Parámetros climáticos promedio de Sucre, Bolivia | Parámetros climáticos promedio de Sucre, Bolivia | Parámetros climáticos promedio de Sucre, Bolivia | Parámetros climáticos promedio de Sucre, Bolivia |
| Mes                                                                                            | Ene.                                             | Feb.                                             | Mar.                                             | Abr.                                             | May.                                             | Jun.                                             | Jul.                                             | Ago.                                             | Sep.                                             | Oct.                                             | Nov.                                             | Dic.                                             | Anual                                            |
| ---------------------------------------------------------------------------------------------- | ------------------------------------------------ | ------------------------------------------------ | ------------------------------------------------ | ------------------------------------------------ | ------------------------------------------------ | ------------------------------------------------ | ------------------------------------------------ | ------------------------------------------------ | ------------------------------------------------ | ------------------------------------------------ | ------------------------------------------------ | ------------------------------------------------ | ------------------------------------------------ |
| Temp. máx. abs. (°C)                                                                           | 34                                               | 34                                               | 34                                               | 32                                               | 33                                               | 33                                               | 28                                               | 33                                               | 33                                               | 32                                               | 32                                               | 34                                               | 34                                               |
| Temp. máx. media (°C)                                                                          | 22.4                                             | 21.7                                             | 22.2                                             | 22.4                                             | 22.2                                             | 21.8                                             | 21.8                                             | 22.9                                             | 24                                               | 24.2                                             | 24.3                                             | 23.1                                             | 22.8                                             |
| Temp. media (°C)                                                                               | 16.6                                             | 16.1                                             | 16.1                                             | 15.7                                             | 14.6                                             | 13.3                                             | 13.2                                             | 14.4                                             | 16                                               | 17                                               | 17.4                                             | 16.9                                             | 15.6                                             |
| Temp. mín. media (°C)                                                                          | 10.9                                             | 10.6                                             | 10.1                                             | 9                                                | 7.1                                              | 4.9                                              | 4.6                                              | 5.9                                              | 8.1                                              | 9.9                                              | 10.6                                             | 10.8                                             | 8.5                                              |
| Temp. mín. abs. (°C)                                                                           | -6                                               | -9                                               | 0                                                | 1                                                | -4                                               | -5                                               | -5                                               | -3                                               | -1                                               | -2                                               | -2                                               | -1                                               | -9                                               |
| Precipitación total (mm)                                                                       | 154                                              | 117                                              | 103                                              | 30                                               | 6                                                | 2                                                | 2                                                | 12                                               | 24                                               | 48                                               | 63                                               | 118                                              | 679                                              |
| Días de lluvias (≥ 1 mm)                                                                       | 16                                               | 13                                               | 11                                               | 6                                                | 2                                                | 1                                                | 1                                                | 2                                                | 4                                                | 8                                                | 10                                               | 14                                               | 88                                               |
| Humedad relativa (%)                                                                           | 71.1                                             | 73.9                                             | 73.7                                             | 68.6                                             | 55.4                                             | 46.9                                             | 49.1                                             | 49.1                                             | 51.2                                             | 57.3                                             | 59.2                                             | 66.7                                             | 60.2                                             |
| Fuente n.º 1: Climate-Data.org (altitude: 2796m)                                               |                                                  |                                                  |                                                  |                                                  |                                                  |                                                  |                                                  |                                                  |                                                  |                                                  |                                                  |                                                  |                                                  |
| Fuente n.º 2: Weather2Travel for rainy days and sunshine, Voodoo Skies for record temperatures |                                                  |                                                  |                                                  |                                                  |                                                  |                                                  |                                                  |                                                  |                                                  |                                                  |                                                  |                                                  |                                                  |

## Entidades gubernamentales

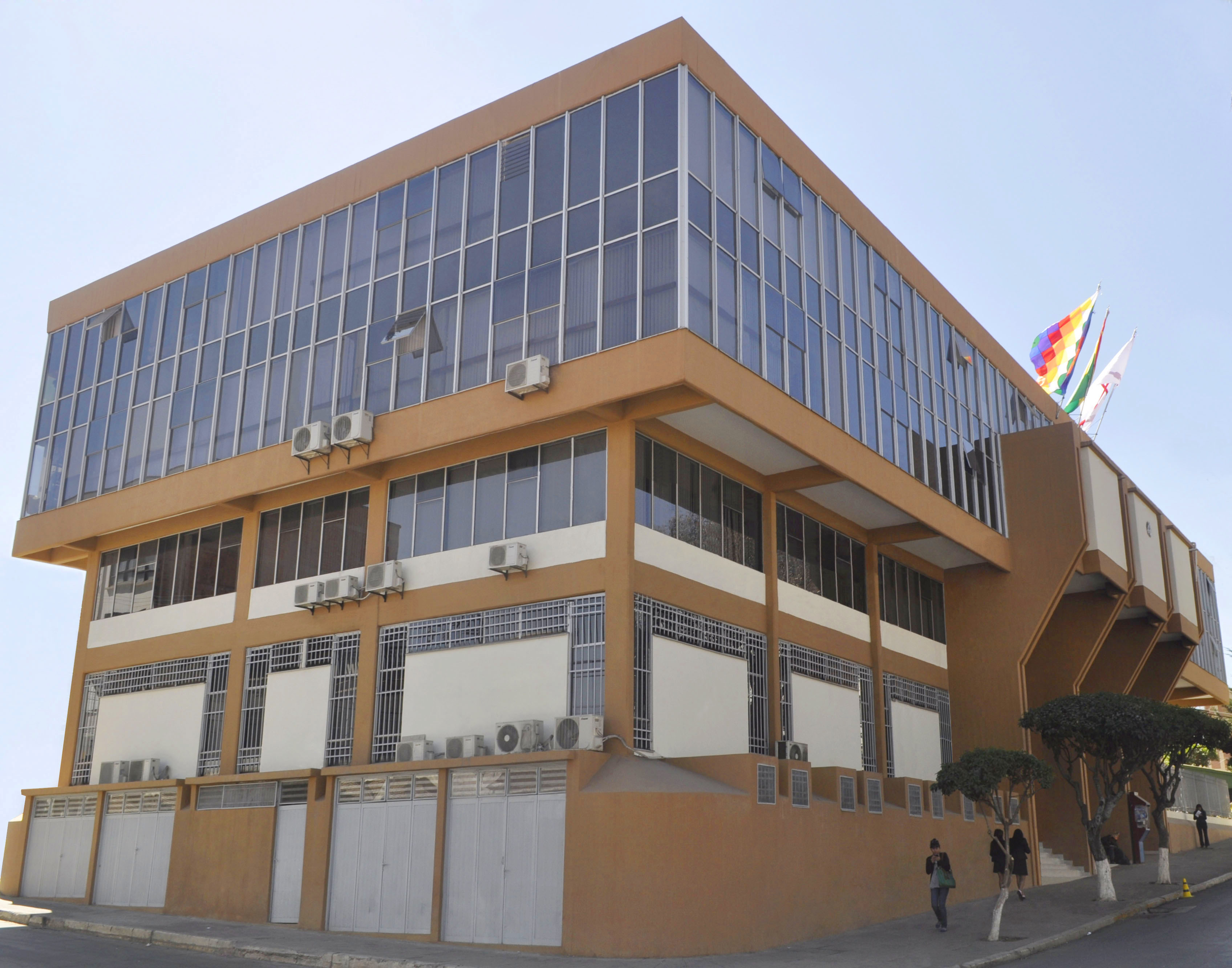
[https://web.archive.org/web/20160408155916/http://www.tcpbolivia.bo/tcp/ Tribunal Constitucional Plurinacional

Legalmente la ciudad de Sucre es la Capital Histórica y Constitucional de Bolivia (el nombre oficial actual es Estado Plurinacional de Bolivia), capital del departamento de Chuquisaca y sede del poder Judicial. Es sede de instituciones nacionales, como:
- el Tribunal Constitucional Plurinacional,
- el Tribunal Supremo de Justicia,
- el Tribunal Agroambiental,
- el Consejo de la Magistratura,
- la Escuela de Jueces del Estado,
- la Fiscalía General del Estado.

## Demografía
De acuerdo con el censo boliviano de 2024, la población del municipio de Sucre es de 296 125 habitantes, con una densidad poblacional de 157,77 hab/km².
La población del municipio de Sucre casi se duplicó entre 1992 y 2024, mientras que la población de la ciudad ha aumentado varias veces en los últimos 65 años:
| Año  | Habitantes (municipio) | Habitantes (ciudad) | Fuente |
| ---- | ---------------------- | ------------------- | ------ |
| 1950 | -                      | 40 128              | Censo  |
| 1976 | -                      | 63 625              | Censo  |
| 1992 | 153.153                | 131 769             | Censo  |
| 2001 | 215.778                | 193 876             | Censo  |
| 2012 | 259.388                | 237 480             | Censo  |
| 2024 | 296.125                |                     | Censo  |

## Atractivos

### Patrimonio de la Humanidad
El urbanismo colonial y la arquitectura republicana que caracterizan a Sucre le valen el título de «Patrimonio Cultural de la Humanidad», otorgado en 1991 por la UNESCO. Es la segunda ciudad en Bolivia que recibe esta distinción después de la ciudad de Potosí (1987).

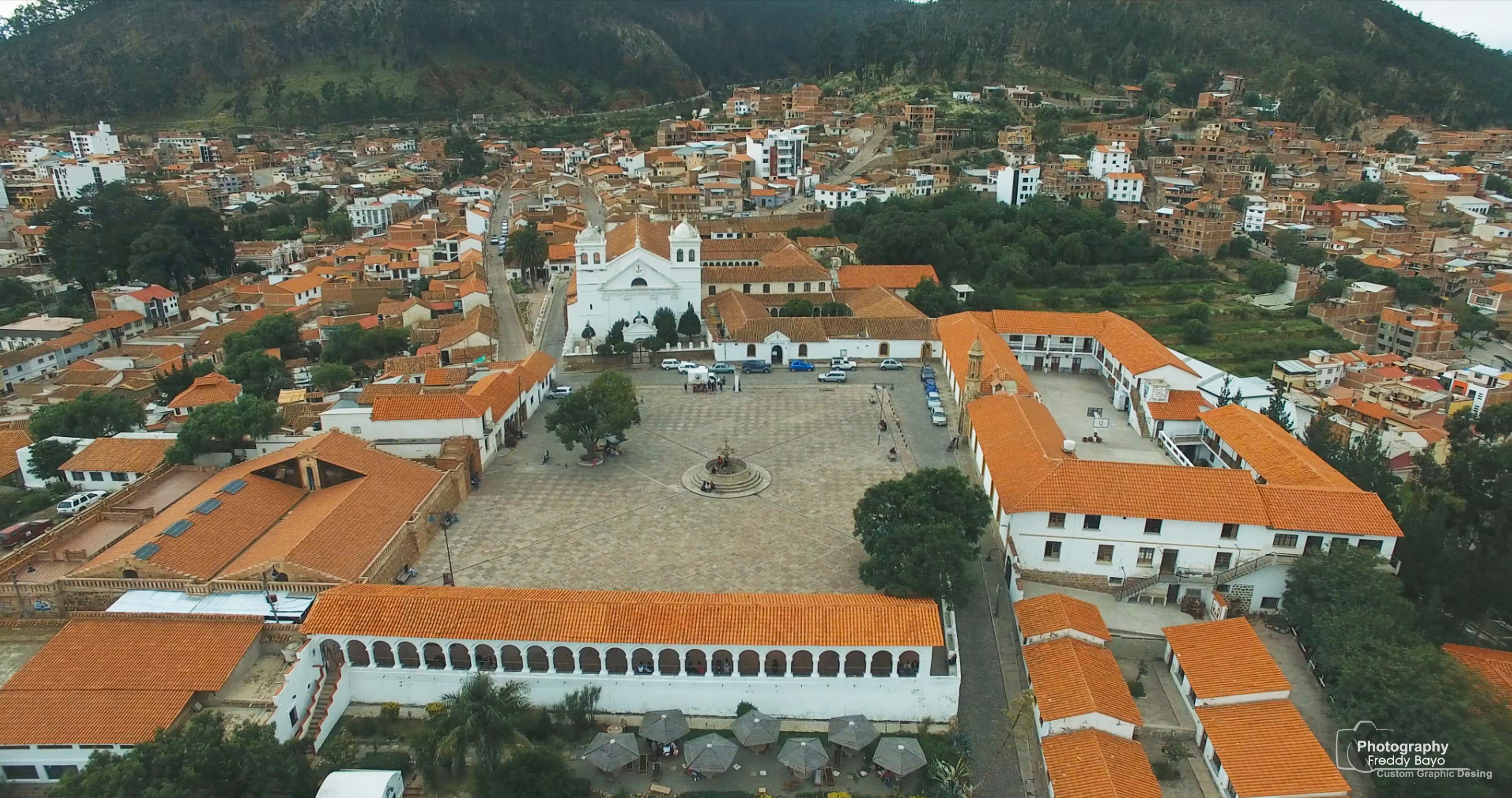
Panorama de La Recoleta

Este hecho propició la creación del Plan de Rehabilitación de las Áreas Históricas de Sucre (PRAHS) en 1995, institución local encargada de la gestión del centro histórico, en colaboración con la Agencia Española de Cooperación Internacional para el Desarrollo (AECID). Se potenció el segmento productivo del turismo cultural histórico y se perfiló la idea de un nuevo eje turístico entre Sucre, La Paz y Potosí como iniciativa mancomunada de desarrollo regional, al ser las ciudades más antiguas de Bolivia.

### Restos paleontológicos

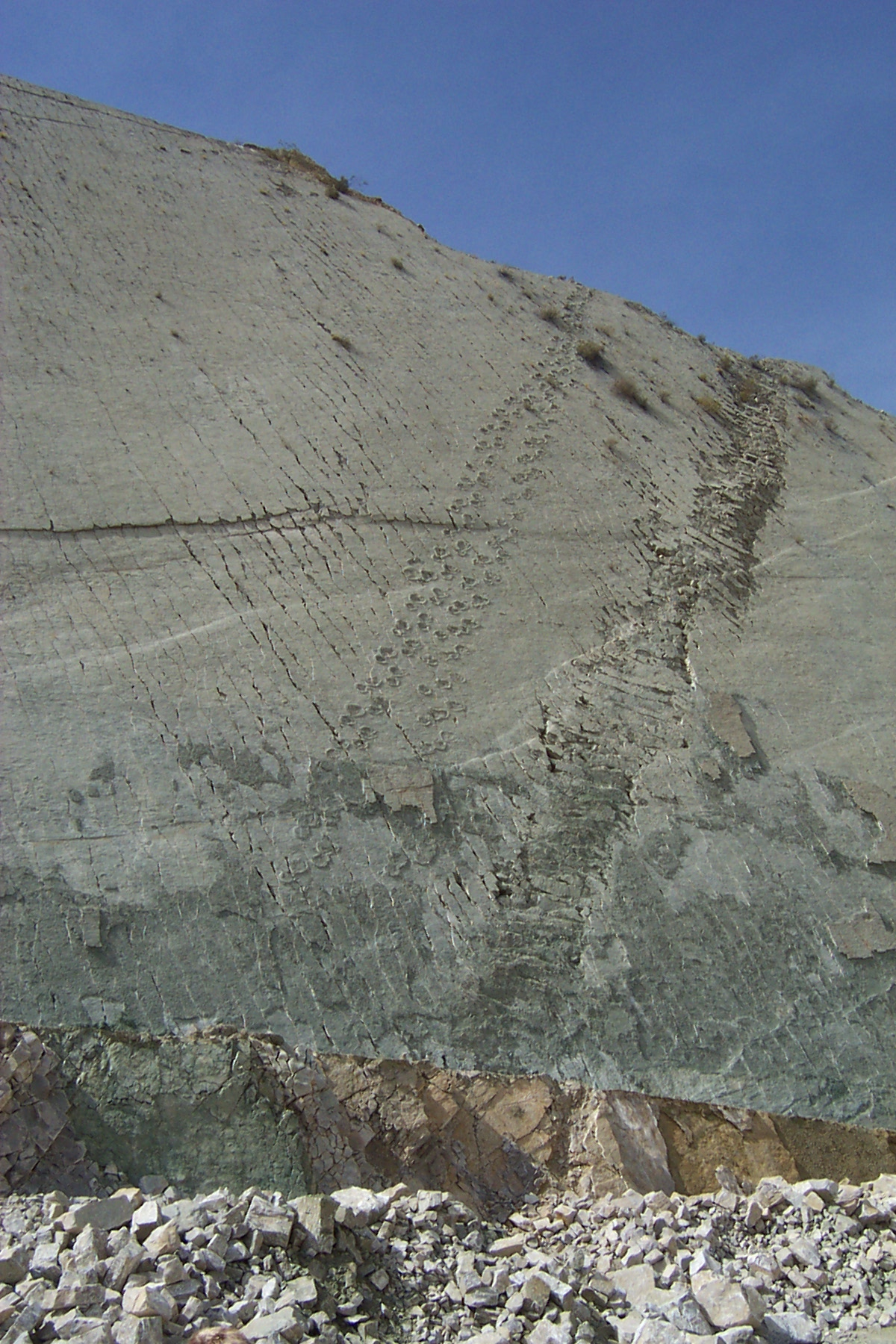
Cal Orcko en Sucre.

Otras atracciones son las huellas paleontológicas del periodo cretáceo halladas a las afueras de la ciudad y Cal Orko es el yacimiento de huellas fosilizadas más grande del mundo hasta el momento, el cual fascina a los paleontólogos y los admiradores de dinosaurios. A tan solo pocos kilómetros de la ciudad de Sucre, a más de 3000 metros de altura en los Andes centrales, está situada en la cantera de la fábrica de cemento más grande de Bolivia.
Hoy en día es un empinado farallón de 70 grados, con una altura hasta de 80 metros y más de un kilómetro de largo testifica sobre este pasado la historia temprana de la tierra. Esto demuestra que la variedad de criaturas era mucho más grande de lo que se suponía hasta ahora. Uno de los descubrimientos más importantes es que los anquilosaurios-cuadrúpedos herbívoros con un caparazón óseo se extendieron hasta Sudamérica. Anteriormente se desconocía su legado fosilizado en el subcontinente.
Las huellas de los titanosaurios son los más importantes para el investigador Meyer. Con un tamaño de hasta 25 metros eran verdaderos gigantes entre los inmensos saurios. Caminaban relativamente lento, a 3 km por hora ―los seres humanos actuales caminan a 4 km/h―, otras especies alcanzaban en cambio una velocidad de 30 km/h. En el caso de un saurio depredador, los investigadores pudieron incluso determinar que cojeaba. Cal´Orko es un lugar de superlativos paleontológicos. Aquí se encuentra la huella de una «caminata de paseo» de más de 350 m de largo dejada por un saurio depredador. La cantidad es también abrumadora, alrededor de 5000 huellas de pisadas, la mayoría bien conservadas.
El 2 de febrero de 2010 se derrumbó gran parte de la muralla que mostraba las huellas de la caminata de los 2 titanosaurios, producto de intensas lluvias que azotaron el departamento. Con la caída se pusieron en evidencia otras huellas en las placas más profundas de este farallón.

#### Parque Cretácico
A 300 metros del farallón de huellas se encuentra el parque Cretácico que brinda la posibilidad de conocer a los protagonistas. Una recreación en uno de los mejores escenarios naturales. Asimismo da la posibilidad de hacer un viaje al inicio de los tiempos a través de un insólito recorrido que muestra a los visitantes, a un titanosaurio con 36 metros de longitud el último de los dinosaurios gigantes.
Los visitantes pueden disfrutar además de una sesión de interesantes documentales relacionados con la época en que los dinosaurios dominaban la Tierra.

### Gastronomía
Sucre cuenta con una gran variedad de platos tradicionales, muchas de los cuales varían según la temporada (mondongo para el Día de Todos Los Santos, picana para Navidad, etc.). Entre los platos más populares y típicos están los chorizos chuquisaqueños, el c'kocko de pollo, el picante de pollo, el mondongo chuquisaqueño, la cazuela de maní y muchos otros. La bebida típica es la «chicha criolla».
Sucre es también famosa por sus numerosas empresas dedicadas a la fabricación de chocolates y bombones cuyos productos son muy apreciados por los turistas.

### Arquitectura
En su trazado urbano se puede leer la historia de Bolivia, desde el antiguo barrio de la Recoleta, con el trazado sinuoso original de Choquechaca, la ciudad de los charcas (donde la vieja capilla franciscana se levanta sobre el antiguo templo del dios Tanga Tanga), la ciudad renacentista del periodo colonial (actual damero del centro histórico), el ensanche republicano en la circunvalación de la antigua vía de ferrocarriles de los años cuarenta, los barrios obreros del periodo industrial de los años ochenta y los barrios periféricos en torno a los principales ejes interregionales. Su arquitectura hace gala del viejo estilo peninsular o colonial, las fachadas neoclásicas o afrancesadas del periodo republicano, la ciudad jardín del modelo anglosajón en los barrios obreros, algunos exponentes eclécticos (Palacio de La Glorieta), art nouveau, art decó y de arquitectura moderna que intentan encontrar un frágil equilibrio entre lo antiguo y lo moderno.

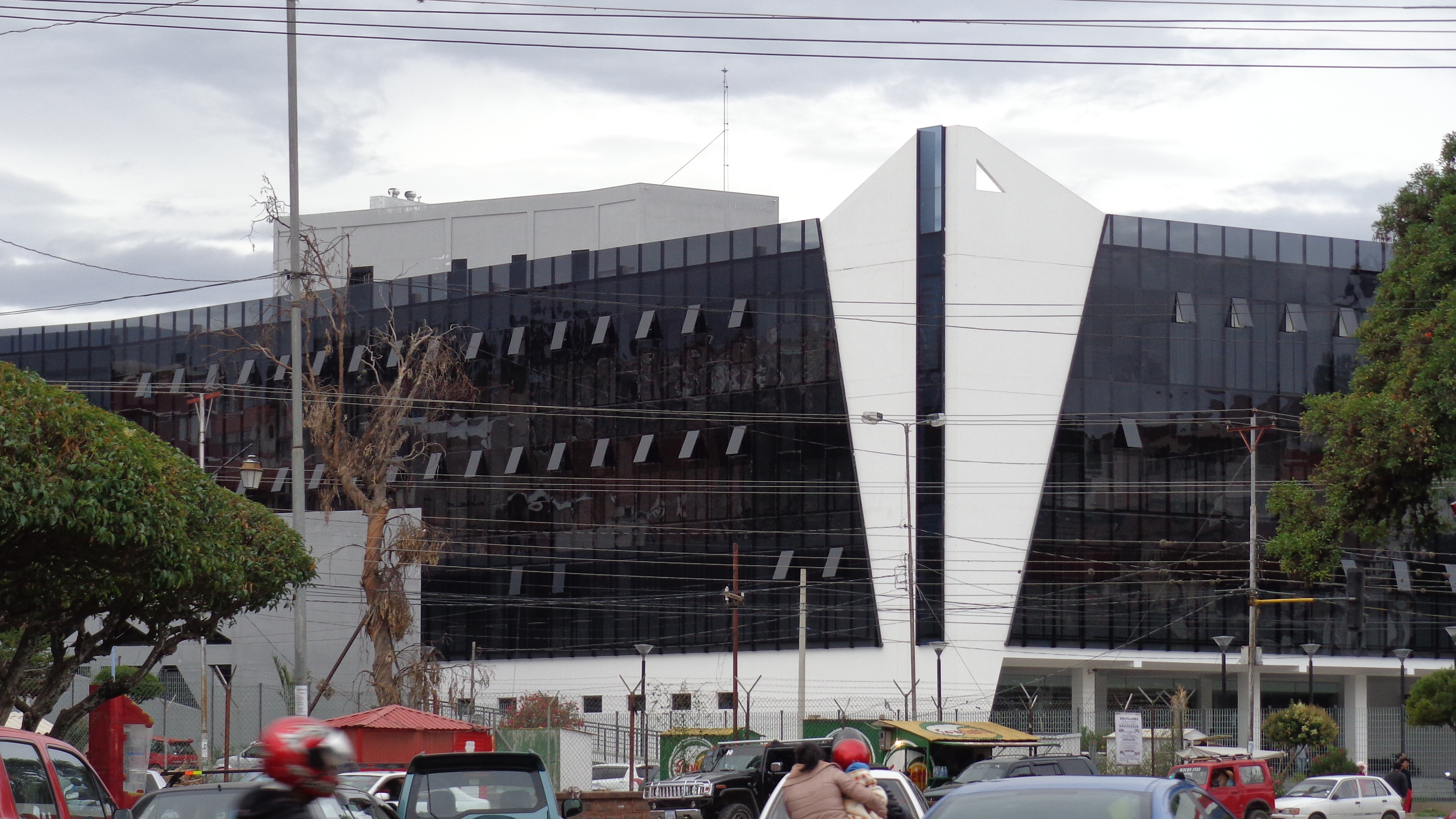
Palacio de Justicia Departamental de Chuquisaca

#### Ciudad virreinal y republicana
Sucre sigue el plano de damero, común en las ciudades virreinales, con una red de plazoletas, jardines y parques que otorgan gran armonía al conjunto urbano. 
Es una de las ciudades de arquitectura hispánica mejor conservadas en América, con calles empedradas y/o adoquinadas, fuentes , iglesias antiguas, casas techadas con tejas de arcilla y con paredes blancas, características del diseño castellano. Su plaza principal es la Plaza 25 de Mayo, que fue declarada Patrimonio Cultural e Histórico de Bolivia en 2014 mediante la Ley N.º 531.
A fines del siglo XVIII y a principios del siglo XIX la ciudad de Sucre sufre una transformación en su arquitectura hispánica debido al auge de la minería, introduciéndose a ésta elementos del eclecticismo francés, obras que se mantienen hasta la fecha y representan la imagen característica de la ciudad.

#### Arquitectura religiosa
Es abundante la arquitectura religiosa, destacándose la iglesia de San Lázaro, la más antigua, construida en 1544; la iglesia la Merced, que cuenta con una hermosa capilla; El convento de San Felipe de Neri; la Basílica de San Francisco de Charcas, y la Catedral Metropolitana, cuya construcción comenzó en 1571 y finalizó un siglo más tarde, donde resalta su bella fachada barroca. En la torre principal de la Basílica de San Francisco se encuentra la Campana de la Libertad, que se tocó al inicio de la Revolución de Chuquisaca en 1809. El Convento de Santa Ana de La Recoleta es otro de los edificios más notables de la ciudad.

#### Arquitectura civil
En la arquitectura civil se destacan el Hospital Santa Bárbara (1554), el Arzobispado de Sucre, la Universidad Mayor, Real y Pontificia de San Francisco de Xavier de Chuquisaca (1624), la sede de la Audiencia de Charcas hoy Universidad Andina Simón Bolívar y, la Casa de la Libertad donde se reunió el primer Congreso Constituyente de la Nación, se firmó el Acta de la Independencia y se conserva la primera bandera argentina, son edificaciones de estilo virreinal; la Capilla de la Rotonda, la Corte Suprema de Justicia, el Palacio Nacional, el Banco Nacional de Bolivia, El Guereo (Alcaldía), La Glorieta y La Florida, son de estilo ecléctico afrancesado. 
También se puede visitar el Archivo y Biblioteca Nacional, que conserva más de 100 000 piezas impresas desde 1493, así como muchos otros edificios, los diversos archivos y testimonios históricos.

#### Arquitectura moderna
Actualmente la ciudad ve un cambio muy importante en la arquitectura, la aparición de nuevas construcciones modernas, edificios muy altos, más que todo se puede ver el crecimiento inmobiliario y el auge de las inversiones provenientes de mineros potosinos lo que le han dado a la capital del Estado plurinacional un avance en su desarrollo el cual había sido postergado por varios años, un crecimiento a la par de las ciudades del eje central. Pero más que todo se puede ver una ciudad que está cambiando continuamente.

## Economía
La economía de la capital se basa principalmente en:
- Producción de Chocolates: Chocolates Para Ti, Chocolates Taboada
- Fabricación de Cemento: FANCESA Fábrica Nacional de Cemento Sucre
- Fabricación de Fustes y Campanas, para sombreros, de Lana de oveja y Pelo de Conejo: "Fábrica de Sombreros Chuquisaca"
- Producción de Cerveza: Sureña
- Fabricación de Productos comestibles naturales: Productos Naturales Sobre La Roca
- Turismo: Gobierno Autónomo Municipal de Sucre
- Producción de Gaseosas: Salvietti S. A. «El sabor de lo nuestro»
- Producción de Lácteos: PIL Chuquisaca
- Producción de Embutidos: Cobolde.

## Medios de comunicación

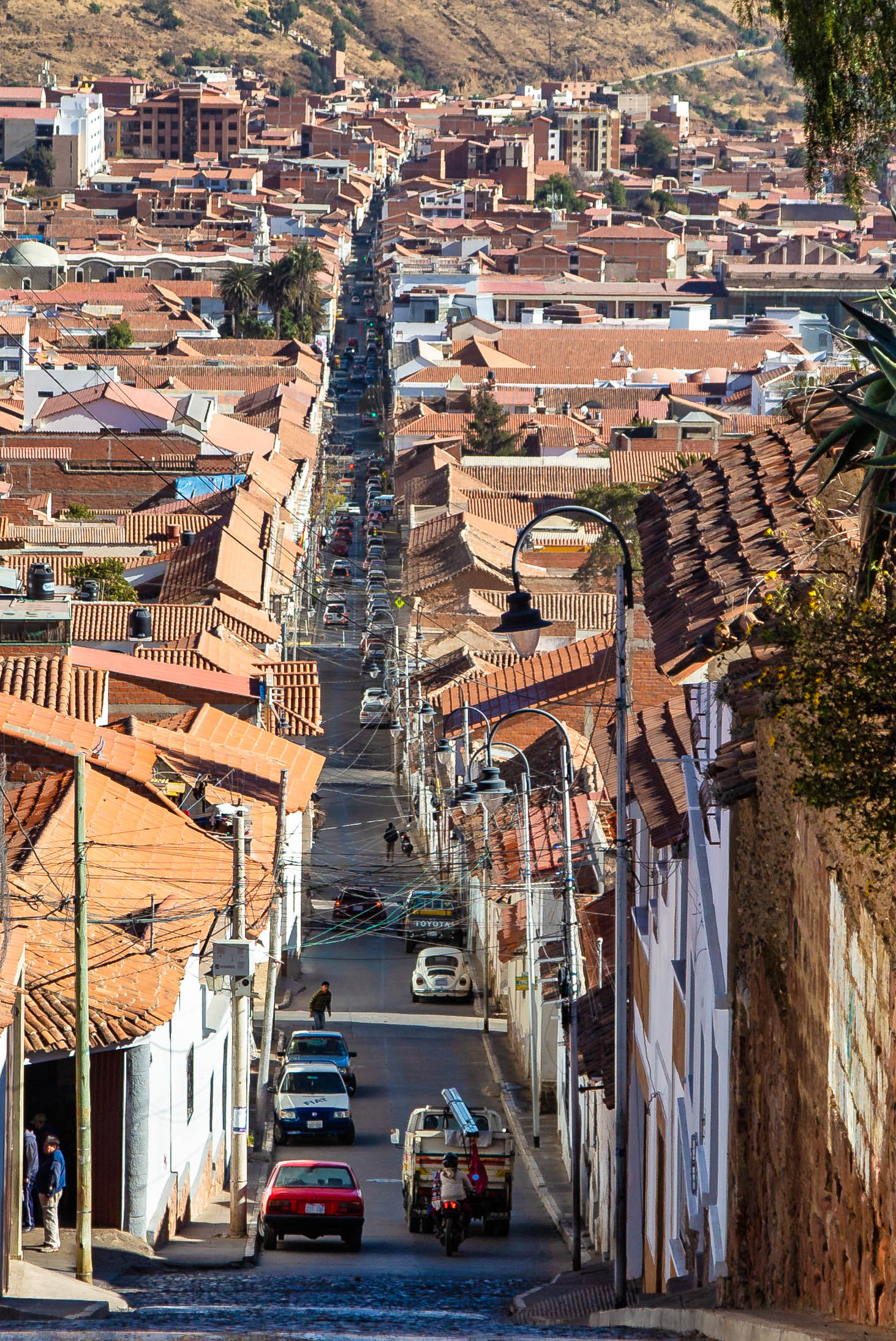
Calle estrecha típica de Sucre.

En Sucre existen canales de televisión como Televisión Universitaria TVU, Cotes 16 (por cable), Católica TV, Televisión Colosal o ATESUR.
Las principales radio emisoras de Sucre son: Radio Libertad (Informativa) Radio-Antena 2000 (completa), Milenium (Música Tropical), La Bruja (Música Variada), Solar FM (completa), Activa (completa), Gente (completa) y Global (completa).

### Comunicaciones
- El servicio de correo postal es manejado por ECOBOL (Empresa de Correos de Bolivia). Existen también otras compañías que ofrecen servicio de mensajería courier y transporte de logística nacional e internacional. La empresa privada internacional TIGO brinda eficientes servicios de Internet, como así también la empresa de telefonía móvil e Internet VIVA y la Empresa Nacional de Telecomunicación ENTEL.

### Prensa escrita
El primer periódico de Bolivia, El Cóndor de Bolivia, circuló en la ciudad de Sucre por primera vez en 1825, durante el gobierno de Antonio José de Sucre. Actualmente, el principal periódico de la ciudad es El Correo del Sur, de circulación nacional, aunque también destacan otros periódicos como Página 7, El Diario o Los Tiempos. El principal medio de prensa digital es la Agencia de Noticias Violeta

## Transporte
A 30 km al sureste de la ciudad se encuentra el Aeropuerto Internacional de Alcantarí, con servicios regulares a las ciudades de Santa Cruz de la Sierra, La Paz, Cochabamba y otras conexiones. Este es el tercer aeropuerto de la ciudad, construido después de los aeropuertos de Lajastambo (viejo aeródromo construido en tiempos de la guerra del Chaco a finales de los 30, actualmente demolido y urbanizado) y el anterior Aeropuerto Juana Azurduy de Padilla.
La terminal de buses se inauguró en 1975 y se encuentra en la avenida Ostria Gutiérrez, con servicios regulares nacionales y departamentales.
Por la vía terrestre se encuentra vinculado con la ciudad de Potosí a través de la Ruta 5 hacia el suroeste que luego lleva a Uyuni, mientras que la misma ruta hacia el norte lleva a la ciudad de Cochabamba y Santa Cruz.

## Cultura

### Danzas

#### La cueca
Esta ciudad fue una de las impulsoras para su difusión, ya que las más antiguas y hermosas piezas de este género son de autores chuquisaqueños, como ser Miguel Ángel Valda Paredes y Simeón Roncal. Se destacan entre ambas dos tipos de cuecas, una de corte popular y la otra de llamada de salón, la segunda con un ritmo más lento, similar al compás de la zamba argentina.

#### El bailecito
Esta danza surgió en los bares y chicherías de la ciudad blanca, y era interpretada por las estudiantinas, este ritmo llegó a ser muy difundido llegando a ser parte de otras identidades como es el caso de Cochabamba, que hoy en día adoptó ese ritmo como característico de esa región.

#### Los Thanta Morenos

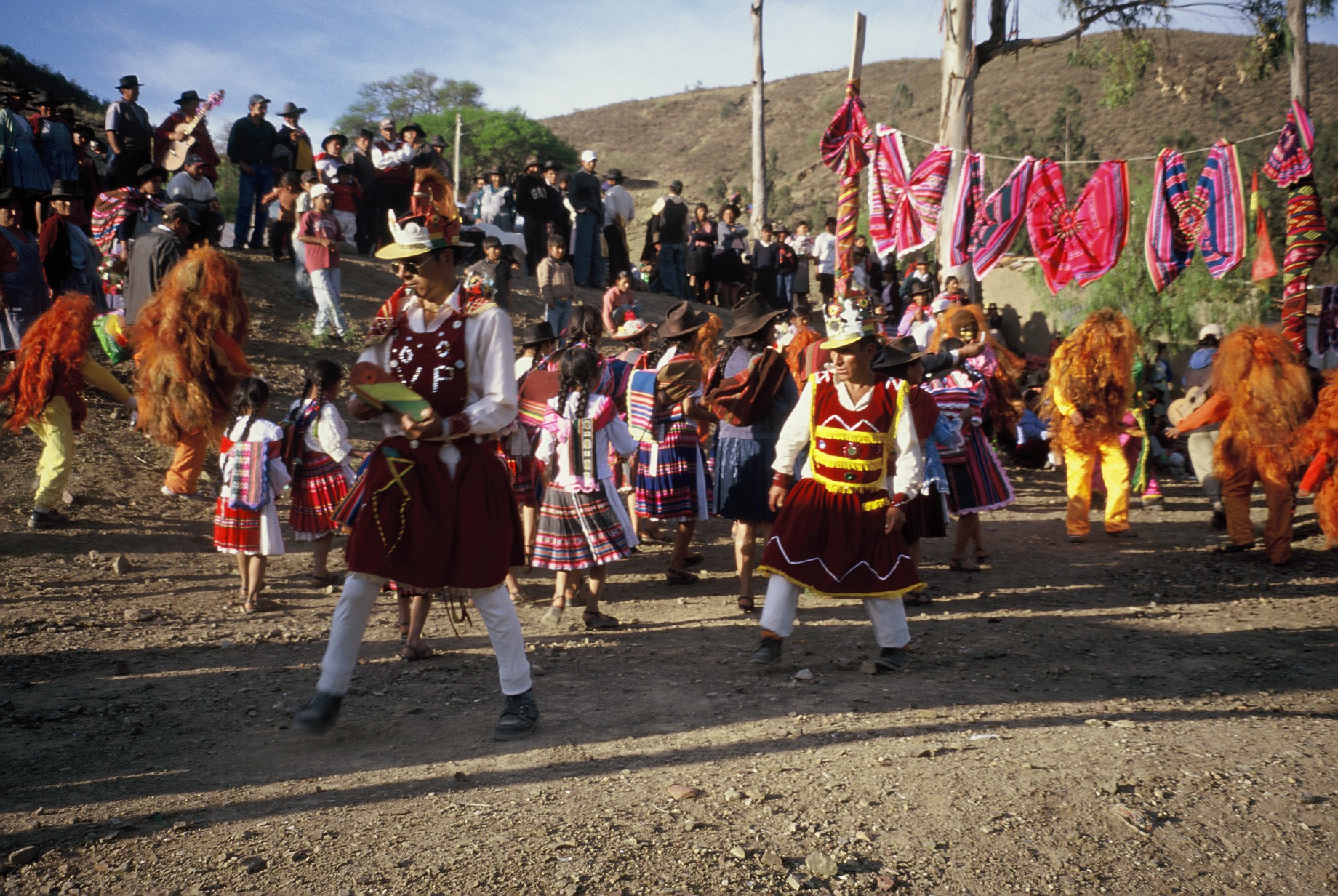
DANZA THANTA MORENOS EN SUCRE - BOLIVIA

Esta es una danza bastante particular, ya que en ella intervienen varios personajes, entre ellos: los diablos, las imillas, los leones, los awelos, los monitos, el gallo, las parejas y como parte musical los sicuris. Las parejas son los que dan la voz de mando, con sus matracas cuando empiezan a tocar los sicuris, y están en medio de todos los personajes bailando con sus matracas y pasos saltarines. Los demás personajes, encabezados por los diablos; bailan alrededor de las parejas en filas de uno y en dos columnas. Las imillas están por detrás de las parejas, ellas también forman un bloque aparte y bailan con su propio paso de avanzada. En cuanto termina la música, todos los personajes (excepto las imillas y las parejas) juegan entre sí, con libretos improvisados al calor del momento, y se instala una especie de teatro, el cual tiene la función de distraer a la gente del pueblo, generalmente los diablos y los leones juegan del mismo bando contra los otros personajes excepto el gallo, que generalmente molesta a las mujeres que están a su alcance, haciendo como si las quisiera pisar. Esta danza es vista en las fiestas patronales de los pueblos, no solamente de la ciudad de Sucre; sino también de las provincias aledañas, como ser Yamparáez, Tomina, y parte de Belizario Boeto. Hasta ahora no existe un estudio sociológico y semiológico a cerca de su significado y origen, y aunque existe una danza algo similar en el departamento de Potosí, los thanta morenos tienen características únicas en cuanto a su desarrollo como tal. Por último, y a modo de conclusión; esta danza entremezcla la música, la danza y el teatro en todo su desarrollo, haciéndola única en Bolivia.

## Personas destacadas

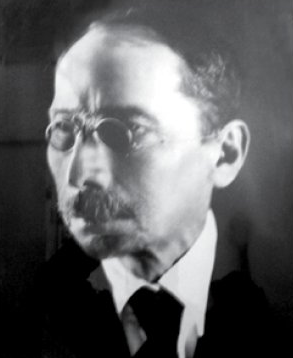
Jaime Mendoza González

- Jaime Mendoza Gonzales (Sucre, 1874-1939) Geógrafo, novelista y médico boliviano. Fue catedrático, decano y rector de la Universidad Mayor, Real y Pontificia de San Francisco Xavier de Chuquisaca, trabajó intensamente en el campo de la Psiquiatría y de la Puericultura. Fue también senador.[31]
- Juana Azurduy de Padilla madre y mariscal de ejército en la guerra de la independencia.

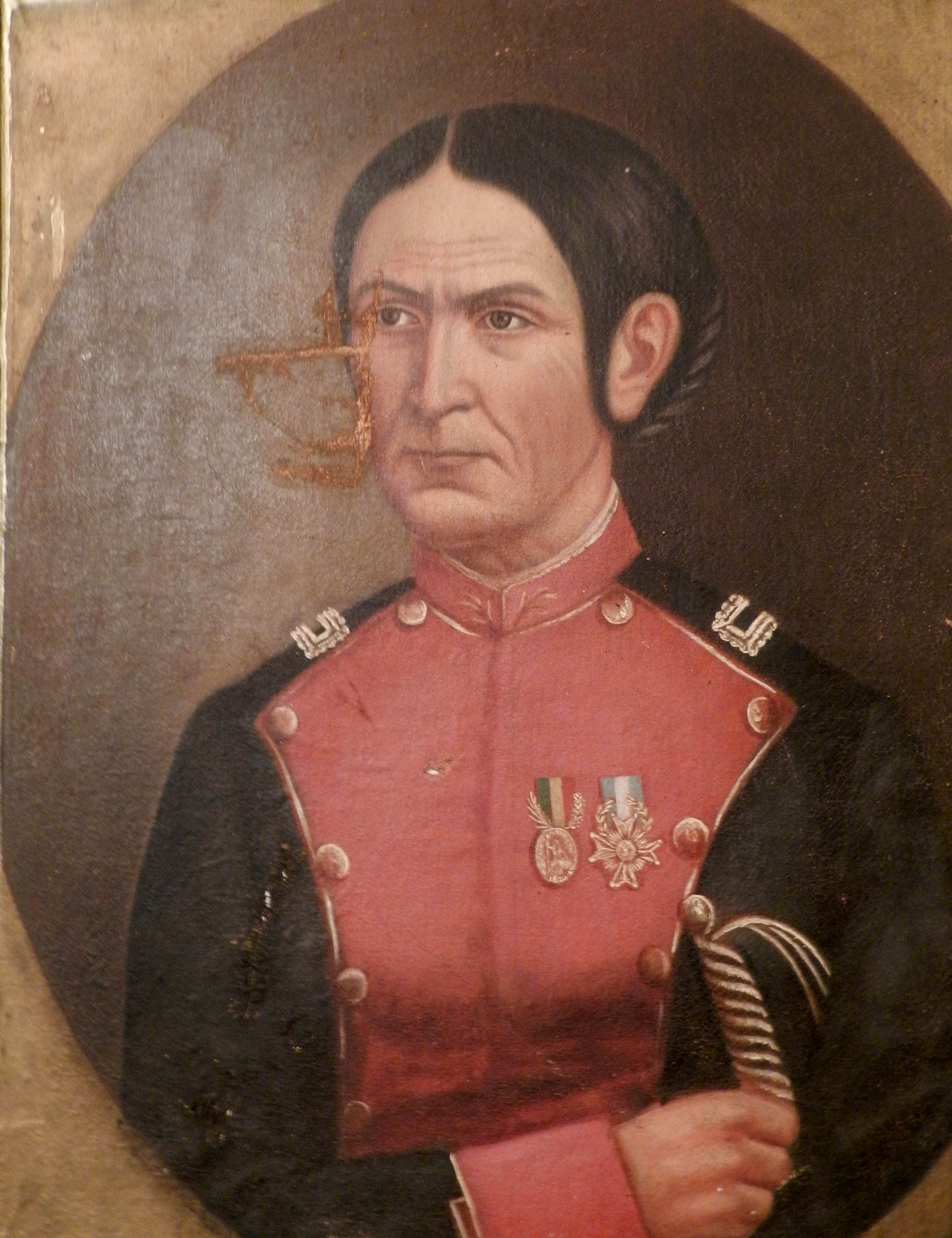
Juana Azurduy de Padilla

### Escritores y letrados
- Guillermo Francovich Salazar (Sucre, 1901 - Río de Janeiro, 1990) Filósofo y dramaturgo boliviano que desplegó una amplia actividad política y humanística. Fue rector de la Universidad Mayor, Real y Pontificia de San Francisco de Xavier de Chuquisaca, director del Centro Regional de la UNESCO en La Habana y miembro de la Academia Boliviana de la Lengua.[32]
- Tristán Marof, escritor, ensayista.
- Adolfo Costa Du Rels, escritor francoboliviano.
- Agustín Iturricha  (Sucre, 1863 - 1934), fiscal general de la República durante 30 años
- Luis Carranza Siles (1918-1993) dramaturgo, educador y filósofo.

### Artistas
- Matilde Casazola, poetisa y compositora
- Huáscar Aparicio, cantautor
- William Centellas, destacado charanguista y compositor
- Simeón Rocal, destacado músico y compositor[33]
- Fidel Torricos Cors, pianista (1916-2002)[34]
- Don Román Romero, maestro intérprete de armonio[35]

## Deportes
En Sucre se practica toda clase de deportes, entre ellos el fútbol. El equipo más representativo es Universitario de Sucre, hoy en la segunda división del fútbol bolivano donde tienen un buen desempeño; además representó a Bolivia en la Copa Sudamericana, Copa Libertadores y en los años 2008 y 2014 fue campeón nacional.
Actualmente el equipo representante de la ciudad es Independiente Petrolero, el cual posee una gran hinchada en la ciudad y milita en la Liga Profesional del Fútbol de Bolivia después de volver al fútbol profesional gracias al subcampeonato obtenido en la Copa Simón Bolívar 2020.
Cabe destacar equipos como Fancesa y Stormers Sporting Club, con cierto pasado futbolístico y de reconocida trayectoria a nivel nacional, hoy en la segunda división o fútbol regional donde son protagonistas destacados y el club Estudiantes de la zona de El Rollo que es el más querido de la zona pero no está en la Asociación Chuquisaqueña de Fútbol por motivos económicos. También se practican otros como el tenis, la natación, el raquetbol, el vóley, las artes marciales (como el judo y el karate), el boxeo, el futsal, el automovilismo y el ciclismo, entre otros. Sucre actualmente es el centro de alto rendimiento de todos los deportes que se practican nacional e internacionalmente. Acoge los complejos deportivos más grandes e importantes del país, como el Estadio Olímpico Patria uno de los más grandes de Bolivia, El coliseo Polideportivo el más grande de su clase en Bolivia y La Piscina Bolivariana la más grande y de mejor calidad a nivel nacional. Sucre es también conocida como un importante centro de automovilismo, sobre todo porque acoge a uno de los circuitos más importantes y antiguos del país, el circuito Oscar Crespo además de ser una cuna de campeones. En 2009 fue sede de una fecha del Rally CODASUR y este año se postulará nuevamente. Asimismo, fue sede de los XVI Juegos Bolivarianos.
| Equipo                    | Escudo | Fund. | Apodo         | Estadio                          | Presidente    | Entrenador      | patrocinador                      | Indumentaria       | liga                  | web                           | uniforme |
| ------------------------- | ------ | ----- | ------------- | -------------------------------- | ------------- | --------------- | --------------------------------- | ------------------ | --------------------- | ----------------------------- | -------- |
| 'Independiente Petrolero' |        | 1932  | El Matador    | Olímpico Patria Capacidad:30 000 | Jenny Montaño | Marcelo Robledo | Universidad Tecnológica Boliviana | Olimpo Record S.A. | Primera División 2022 | ClubIndependienteSucreOficial |          |
| Universitario de Sucre    |        | 1961  | El Capitalino | Olímpico Patria Capacidad:30 000 | Peter Campos  | Jhonny Serrudo  | Cemento Fancesa                   | Sismo Athletic     | Primera División 2022 | ClubUniversitariodeSucre      |          |

| Predecesor: Armenia y Pereira | Ciudad Bolivariana 2009 | Sucesor: Trujillo |

## Símbolos

### Bandera y escudo
Tanto la bandera como el escudo se remontan a la época hispánica, el escudo simboliza los cerros en donde se extrajo plata y la bandera el estandarte de la monarquía Hispánica.

### Primer escudo de armas

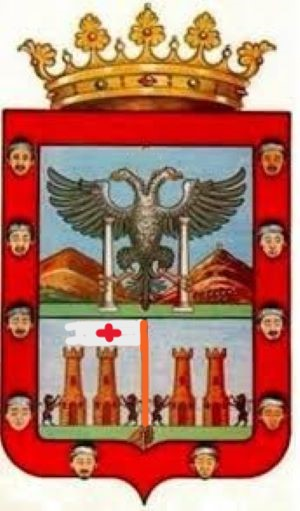
Escudo de la Ciudad de La Plata de los Charcas (Chuquisaca), concedida por Carlos I de España y V del Sacro Imperio en 1555, al momento de erigirla como ciudad y sede obispal.

Un campo de oro partido en cuatro cuarteles, en la diestra del jefe: el cerro de Potosí, bermejo que es el color de sus metales, y en lo alto una cruz de oro, con cinco vetas de plata que descienden de alto a bajo: y al pie de él otro cerro pequeño que es el Huayna Potosí y en él seis guairas, que se funden en ellas el metal de plata y en cada una un indio echando metal para que se funda, en campo azur y asiento de sinople; en la siniestra del jefe: el cerro de Porco al natural; en el medio del jefe: un águila imperial flaqueado por las columnas de Hércules en que las estriba con las garras; en la siniestra como en la diestra de la punta: dos castillos de oro flaqueados por la banda de afuera: por un león de púrpura, ambos en campo de azur claro, el asiento sinople; emerge del cantón medio de la punta: una mano armada en cenizo que sostiene enarbolada en palo leonado: una bandera de argén y en ella una Cruz de Jerusalén escarlata; y por orla del blasón, diez cabezas cortadas en campo sanguíneo, cuatro a la diestra, cuatro a la siniestra y una en cada punta, que son de los diez tiranos alzados contra la Corona (léase: La guerra civil de los conquistadores) en estas provincias a las cuales la dicha ciudad a su costa los venció y cortó las cabezas: 
“Los españoles radicados en La Plata se vieron enfrentados por una disyuntiva ¿Secundarían a Gonzalo Pizarro en procura de seguir manteniendo a los indígenas como siervos u obedecerían las ordenanzas como fieles vasallos del Rey”.
Antonio Dubravcic Luksic
Al crearse la Real Audiencia, se timbró al águila bicéfala con la Corona Real española "moderna", eliminandose la cimera que poseía la "medieval", al elevárse el obispado a sede arzobispal, retornó el uso de esta última, creando discrepancias en el diseño hasta muy entrado el siglo XX; a la vez este escudo, sirvió de modelo para crear el escudo departamental, que sustituyó al águila bicéfala coronada, por un árbol y a la orla o blasón, por uno simple en oro.  

La Cruz de Jerusalén, símbolo de la bandera de la ciudad de Chuquisaca hasta la reforma de su escudo en 1999.

Cruz de San Andrés

Por disposición del virrey Andrés Hurtado de Mendoza, fechada el 3 de marzo de 1559, como merced y privilegio, se concedió a ciudad La Plata el derecho a usar una leyenda al rededor de su escudo de armas, como reconocimiento a su actitud en la Rebelión de encomenderos, donde La Plata había mostrado lealtad al Rey, concediéndosele así, la inscripción de: "Ynsygne e Mvi Noble e Mvi Leal Civdad de La Plata" (Muy Insigne y Muy Noble y Muy Leal).

## Ciudades hermanas
| País                                     | Ciudad o localidad    | Subdivisión administrativa              |
| ---------------------------------------- | --------------------- | --------------------------------------- |
| Argentina                                | La Plata              | Provincia de Buenos Aires               |
| Argentina                                | San Salvador de Jujuy | Provincia de Jujuy                      |
| Argentina                                | San Miguel de Tucumán | Provincia de Tucumán                    |
| Brasil                                   | Belo Horizonte        | Estado de Minas Gerais                  |
| Brasil                                   | Curitiba              | Estado de Paraná                        |
| Bélgica                                  | Bruselas              | Región de Bruselas-Capital              |
| Bélgica                                  | Malinas               | Región Flamenca, provincia de Amberes   |
| Chile                                    | Iquique               | Región de Tarapacá                      |
| China                                    | Nankín                | Provincia de Jiangsu                    |
| Colombia                                 | Bogotá                | Distrito Capital                        |
| Colombia                                 | Cartagena de Indias   | Departamento de Bolívar                 |
| Corea del Sur                            | Taebaek               | Provincia de Gangwon                    |
| Ecuador                                  | Cuenca                | Provincia de Azuay                      |
| Ecuador                                  | Quito                 | Provincia de Pichincha                  |
| España                                   | Busto de Bureba       | Comunidad autónoma de Castilla y León   |
| España                                   | Madrid                | Comunidad autónoma de Madrid            |
| Estados Unidos de América ( Puerto Rico) | Comerío               | Puerto Rico                             |
| Estados Unidos de América ( Puerto Rico) | San Juan              | Puerto Rico                             |
| Francia                                  | París                 | Región Isla de Francia                  |
| Italia                                   | Milán                 | Región de Lombardía                     |
| Italia                                   | Roma                  | Región de Lacio                         |
| Italia                                   | Turín                 | Región de Piamonte                      |
| México                                   | Ciudad de México      |                                         |
| Perú                                     | Cuzco                 | Departamento de Cuzco                   |
| Perú                                     | Lima                  | Departamento de Lima, provincia de Lima |
| Portugal                                 | Lisboa                | Distrito de Lisboa                      |
| República Dominicana                     | Santo Domingo         | Distrito Nacional                       |
| Suiza                                    | Berna                 | Cantón de Berna                         |
| Venezuela                                | Caracas               | Distrito Capital                        |
| Venezuela                                | Cumaná                | Estado de Sucre                         |

| Predecesor: Quito    | Capital Iberoamericana de la Cultura 2005 | Sucesor: San José |
| Predecesor: San José | Capital Iberoamericana de la Cultura 2024 | Sucesor:          |